# Liste der Baudenkmale in Goslar
In der Liste der Baudenkmale in Goslar sind alle Baudenkmale der niedersächsischen Stadt Goslar aufgelistet. Die Quelle der Baudenkmale ist der Denkmalatlas Niedersachsen. Der Stand der Liste ist der 24. September 2022.

## Allgemein
In den Spalten befinden sich folgende Informationen:
- Lage: die Adresse des Baudenkmales und die geographischen Koordinaten. Kartenansicht, um Koordinaten zu setzen. In der Kartenansicht sind Baudenkmale ohne Koordinaten mit einem roten Marker dargestellt und können in der Karte gesetzt werden. Baudenkmale ohne Bild sind mit einem blauen Marker gekennzeichnet, Baudenkmale mit Bild mit einem grünen Marker.
- Bezeichnung: Bezeichnung des Baudenkmales
- Beschreibung: die Beschreibung des Baudenkmales. Unter § 3 Abs. 2 NDSchG werden Einzeldenkmale und unter § 3 Abs. 3 NDSchG Gruppen baulicher Anlagen und deren Bestandteile ausgewiesen.
- ID: die Objekt-ID des Baudenkmales
- Bild: ein Bild des Baudenkmales, ggf. zusätzlich mit einem Link zu weiteren Fotos des Baudenkmals im Medienarchiv Wikimedia Commons. Wenn man auf das Kamerasymbol klickt, können Fotos zu Baudenkmalen aus dieser Liste hochgeladen werden:

Die Baudenkmale auf dem Städtischen Friedhof sind in einer Teilliste aufgeführt.
Die Baudenkmale in den Ortsteilen werden in Teillisten aufgeführt:
- Gut Ohlhof
- Hahndorf
- Hahnenklee/Bockswiese
- Immenrode
- Jerstedt
- Jürgenohl
- Lengde
- Lochtum
- Oker
- Vienenburg
- Wöltingerode
- Weddingen
- Wiedelah
- Außerhalb

## A
Straßen in Goslar mit mehr als 15 Baudenkmale werden in Teillisten aufgeführt. Dabei handelt es sich um folgende Straßen:
- Abzuchtstraße
- Am Beek
- Am Heiligen Grabe
- An der Abzucht
- An der Gose

| Lage                                            | Bezeichnung                                         | Beschreibung | ID       | Bild           |
| ----------------------------------------------- | --------------------------------------------------- | ------------ | -------- | -------------- |
| Alte Rodelbahn 51° 54′ 13″ N, 10° 24′ 40″ O     | Wasserbehälter                                      |              | 36545848 | BW             |
| Am Breiten Tor 51° 54′ 36″ N, 10° 26′ 14″ O     | Straßenraum                                         |              | 36593410 |                |
| Am Breiten Tor 51° 54′ 36″ N, 10° 26′ 14″ O     | Stadtmauer                                          |              | 36591047 |                |
| Am Breiten Tor 1 51° 54′ 37″ N, 10° 26′ 13″ O   | Wohnhaus                                            |              | 36510228 |                |
| Am Breiten Tor 2 51° 54′ 37″ N, 10° 26′ 12″ O   | Wohn- und Geschäftshaus                             |              | 36510255 |                |
| Am Breiten Tor 3 51° 54′ 36″ N, 10° 26′ 12″ O   | Wohnhaus                                            |              | 36510282 |                |
| Am Breiten Tor 51° 54′ 35″ N, 10° 26′ 15″ O     | Breites Tor                                         |              | 36591074 | Weitere Bilder |
| Am Breiten Tor 51° 54′ 36″ N, 10° 26′ 15″ O     | Brieger Turm                                        |              | 36591015 |                |
| Am Friedhof 51° 54′ 49″ N, 10° 25′ 0″ O         | Bahnhof Goslar (Stellwerk)                          |              | 36623991 | Weitere Bilder |
| Am Friedhof 2 51° 54′ 54″ N, 10° 24′ 48″ O      | Verwalterhaus                                       |              | 36617691 |                |
| Am Siechenhof 12 51° 54′ 46″ N, 10° 26′ 24″ O   | „Pockenkrug“                                        |              | 36610589 |                |
| Am Siechenhof 12a 51° 54′ 46″ N, 10° 26′ 26″ O  | ehem. Leprosenhaus                                  |              | 36610620 |                |
| Am Siechenhof 12a 51° 54′ 47″ N, 10° 26′ 25″ O  | ehem. Leprosenhaus (Kapelle)                        |              | 36613061 | BW             |
| Am Stollen 18 51° 54′ 4″ N, 10° 26′ 1″ O        | Wohnhaus                                            |              | 36623030 |                |
| Am Stollen 19a 51° 53′ 59″ N, 10° 25′ 56″ O     | Rammelsberg-Kaserne, Mannschaftshaus, Hauptbau      |              | 36622898 |                |
| Am Stollen 19b 51° 54′ 0″ N, 10° 25′ 55″ O      | Rammelsberg-Kaserne, Mannschaftshaus, Nebengebäude  |              | 36622924 |                |
| Am Stollen 19d 51° 54′ 1″ N, 10° 26′ 0″ O       | Rammelsberg-Kaserne, Waffenwerkst./ Fahrradschuppen |              | 36622978 |                |
| Am Stollen 19f 51° 53′ 58″ N, 10° 25′ 59″ O     | Rammelsberg-Kaserne, Wache                          |              | 36622873 |                |
| Amsdorfgasse 1 51° 54′ 15″ N, 10° 25′ 52″ O     | Wohnhaus                                            |              | 36510332 |                |
| Amsdorfgasse 1 51° 54′ 15″ N, 10° 25′ 52″ O     | Hinterhaus                                          |              | 36588933 | BW             |
| Amsdorfgasse 2 51° 54′ 15″ N, 10° 25′ 52″ O     | Wohnhaus                                            |              | 36510360 |                |
| Astfelder Straße 1 51° 54′ 31″ N, 10° 25′ 14″ O | Wohnhaus                                            |              | 36623107 |                |
| Astfelder Straße 2 51° 54′ 31″ N, 10° 25′ 11″ O | Villa                                               |              | 36623135 |                |
| Astfelder Straße 2 51° 54′ 31″ N, 10° 25′ 12″ O | Vorgarten                                           |              | 36626064 |                |
| Astfelder Straße 3 51° 54′ 32″ N, 10° 25′ 13″ O | Wohn-/ Geschäftshaus                                |              | 36623166 |                |
| Astfelder Straße 6 51° 54′ 33″ N, 10° 25′ 11″ O | Wohnhaus                                            |              | 41164576 |                |
| Astfelder Straße 8 51° 54′ 33″ N, 10° 25′ 11″ O | Wohnhaus                                            |              | 41164781 |                |
| Astfelder Straße 8 51° 54′ 33″ N, 10° 25′ 10″ O | Nebengebäude                                        |              | 41164994 | BW             |
| Astfelder Straße 8 51° 54′ 33″ N, 10° 25′ 10″ O | Nebengebäude                                        |              | 41165015 | BW             |
| Astfelder Straße 8 51° 54′ 34″ N, 10° 25′ 11″ O | Vorgarten                                           |              | 41164809 |                |

## B
Wegen der großen Anzahl der Baudenkmale werden einzelne Straßen in Teillisten aufgeführt. Dabei handelt es sich um folgende Straßen:
- Bäckerstraße
- Bäringerstraße
- Beekstraße
- Bergstraße
- Breite Straße
- Brüggemannstraße

| Lage                                                    | Bezeichnung                            | Beschreibung | ID       | Bild           |
| ------------------------------------------------------- | -------------------------------------- | --- | -------- | -------------- |
| Bahnhofsplatz 4 51° 54′ 39″ N, 10° 25′ 26″ O            | Bahnhof Goslar (Stellwerk)             | | 36623962 |                |
| Bahnhofsplatz 4 51° 54′ 39″ N, 10° 25′ 25″ O            | Bahnhof Goslar (WC-Häuschen)           | | 36626617 |                |
| Bahnhofsplatz 3 51° 54′ 39″ N, 10° 25′ 25″ O            | Bahnhof Goslar (Kiosk)                 | | 36627157 |                |
| Bahnhofsplatz 1/2 51° 54′ 40″ N, 10° 25′ 22″ O          | Bahnhof Goslar (Empfangsgebäude)       | | 36623927 | Weitere Bilder |
| Bahnhofsplatz 1/2 51° 54′ 42″ N, 10° 25′ 14″ O          | Bahnhof Goslar (Bahnsteigdächer)       | | 36626815 |                |
| Bahnhofsplatz 1/2 51° 54′ 41″ N, 10° 25′ 17″ O          | Bahnhof Goslar (Bahngebäude)           | | 36627011 |                |
| Bergdorfstraße 51° 53′ 59″ N, 10° 25′ 51″ O             | St. Johannis (Kirchenruine)            | | 36546062 |                |
| Bergdorfstraße 51° 54′ 0″ N, 10° 25′ 51″ O              | St. Johannis (Kirchenplatz)            | | 36547594 |                |
| Bergtal 3a 51° 53′ 20″ N, 10° 25′ 11″ O                 | Ehem. Kunstmeisterhaus                 | | 36546151 |                |
| Bergtal 4 51° 53′ 20″ N, 10° 25′ 8″ O                   | Erzbergwerk Rammelsberg (Verwaltung)   | | 36623252 |                |
| Bergtal 6 a / b 51° 53′ 21″ N, 10° 25′ 4″ O             | Ehem. Zechenhaus                       | | 36546172 |                |
| Bergtal 7 a / b 51° 53′ 24″ N, 10° 25′ 3″ O             | Wohnhaus                               | | 36625970 |                |
| Bergtal 8 51° 53′ 27″ N, 10° 25′ 2″ O                   | Beamtenwohnhaus                        | | 36623276 | BW             |
| Bergtal 8 51° 53′ 26″ N, 10° 25′ 2″ O                   | Spritzenhaus                           | | 36623299 | BW             |
| Bergtal 19 51° 53′ 22″ N, 10° 25′ 11″ O                 | Erzbergwerk Rammelsberg (Pförtnerhaus) | | 36623366 |                |
| Bertha-von-Suttner-Straße 4 51° 54′ 34″ N, 10° 25′ 3″ O | Wohnhaus                               | | 36546995 |                |
| Bertha-von-Suttner-Straße 4 51° 54′ 34″ N, 10° 25′ 4″ O | Anbau                                  | | 36547855 | BW             |
| Bertha-von-Suttner-Straße 4 51° 54′ 34″ N, 10° 25′ 4″ O | Laube                                  | | 36547971 | BW             |
| Bertha-von-Suttner-Straße 4 51° 54′ 34″ N, 10° 25′ 3″ O | Vorgarten                              | | 36547491 | BW             |
| Bismarckstraße 51° 54′ 39″ N, 10° 25′ 47″ O             | Bismarck-Denkmal                       | | 36547297 |                |
| Bismarckstraße 51° 54′ 39″ N, 10° 25′ 47″ O             | Bismarck-Denkmal (Garten)              | | 36547666 |                |
| Bleicherweg 51° 54′ 17″ N, 10° 26′ 11″ O                | Grenzstein                             | | 36547348 |                |
| Bleicherweg 22 51° 54′ 3″ N, 10° 26′ 36″ O              | Ehem. Forsthaus Rammelsberg            | | 36546193 |                |
| Bolzenstraße 51° 54′ 25″ N, 10° 25′ 55″ O               | Straßenraum                            | | 36591554 |                |
| Borchersweg 51° 53′ 22″ N, 10° 25′ 31″ O                | Hütte                                  | | 44764792 | BW             |
| Breiter Weg 7 51° 54′ 5″ N, 10° 25′ 26″ O               | Villa                                  | | 36623394 |                |
| Breiter Weg 8 51° 54′ 5″ N, 10° 25′ 27″ O               | Villa                                  | | 36623424 |                |
| Breiter Weg 9 51° 54′ 4″ N, 10° 25′ 27″ O               | Villa                                  | | 36623454 |                |
| Breiter Weg 12 51° 54′ 1″ N, 10° 25′ 30″ O              | Landhaus Zimmermann                    | | 36623535 |                |
| Breiter Weg 12 51° 54′ 2″ N, 10° 25′ 31″ O              | Landhaus Zimmermann (Garten)           | | 36623484 |                |
| Breiter Weg 12 51° 54′ 3″ N, 10° 25′ 30″ O              | Landhaus Zimmermann (Einfriedung)      | | 36626543 |                |
| Brieger Eck 51° 54′ 36″ N, 10° 26′ 20″ O                | Stadtmauer                             | | 41402895 | Weitere Bilder |
| Brieger Eck 51° 54′ 33″ N, 10° 26′ 22″ O                | Brücke                                 | | 36562813 | Weitere Bilder |
| Brückenstraße 51° 54′ 37″ N, 10° 25′ 56″ O              | Straßenraum                            | | 40621765 |                |
| Brückenstraße 51° 54′ 38″ N, 10° 25′ 55″ O              | Fußgängerbrücke                        | | 36562839 |                |
| Bulkenstraße 51° 54′ 19″ N, 10° 25′ 28″ O               | Straßenraum                            | | 36591433 |                |
| Bulkenstraße 1 51° 54′ 18″ N, 10° 25′ 29″ O             | Wohn-/ Geschäftshaus                   | Zweigeschossiger Fachwerkbau mit Satteldach in Ziegeldeckung, traufständig; erbaut Mitte des 19. Jh., 1896 erweitert nach Norden. Fassade im EG verputzt, im Erweiterungsteil Ladeneinbau mit Schaufensterverglasung; OG mit Schiefer verkleidet. | 36602999 |                |
| Bulkenstraße 2 51° 54′ 19″ N, 10° 25′ 29″ O             | Wohnhaus                               | Zweigeschossiger Fachwerkbau mit Satteldach in Ziegeldeckung und mittigem Zwerchhaus, traufständig mit seitlichem Bauwich. Fassade und Seitengiebel mit Schiefer verkleidet.                                                                      | 36519545 |                |
| Bulkenstraße 3 51° 54′ 19″ N, 10° 25′ 28″ O             | Wohnhaus                               | Zweigeschossiger Fachwerkbau mit Satteldach in Ziegeldeckung und mittigem Zwerchhaus, traufständig mit seitlichem Bauwich. Fassade mit Schiefer verkleidet, Seitengiebel und Hofseite mit Holz verschalt.                                         | 36519574 |                |
| Bulkenstraße 4 51° 54′ 19″ N, 10° 25′ 28″ O             | Wohnhaus                               | Zweigeschossiger Fachwerkbau mit Satteldach in Ziegeldeckung und mittigem Zwerchhaus, traufständig mit seitlichem Bauwich. Fassade und Seitengiebel mit Schiefer verkleidet.                                                                      | 36519602 |                |
| Bulkenstraße 5 51° 54′ 19″ N, 10° 25′ 28″ O             | Wohnhaus                               | Zweigeschossiger Fachwerkbau mit Satteldach in Ziegeldeckung und mittigem Zwerchhaus, traufständig mit seitlichem Bauwich. Fassade und Seitengiebel mit Schiefer verkleidet, Hofseite fachwerksichtig.                                            | 36519630 |                |
| Bulkenstraße 8 51° 54′ 19″ N, 10° 25′ 27″ O             | Wohnhaus                               | Zweigeschossiger Fachwerkbau mit Satteldach in Ziegeldeckung, Doppelwohnhaus, traufständig. Fassade fachwerksichtig. | 36519686 |                |
| Bulkenstraße 8 51° 54′ 19″ N, 10° 25′ 27″ O             | Lagergebäude                           | | 39282624 |                |
| Bulkenstraße 9 51° 54′ 18″ N, 10° 25′ 28″ O             | Wohnhaus                               | Zweigeschossiger Fachwerkbau mit Satteldach in Ziegeldeckung und asymmetrisch platziertem Zwerchhaus, traufständig. Fassade fachwerksichtig, Südgiebel mit Schiefer verkleidet.                                                                   | 36519718 |                |
| Bulkenstraße 10 51° 54′ 18″ N, 10° 25′ 29″ O            | Wohnhaus                               | Zweigeschossiger Fachwerkbau mit Satteldach, traufständig. Fassade fachwerksichtig, Nordgiebel mit Schiefer verkleidet. | 36516856 |                |
| Bürgerwall 51° 54′ 16″ N, 10° 26′ 3″ O                  | Stadtmauer                             | | 41215349 | BW             |

## C
Wegen der großen Anzahl der Baudenkmale werden einzelne Straßen in Teillisten aufgeführt. Dabei handelt es sich um folgende Straßen:
- Claustorwall

| Lage                                                | Bezeichnung             | Beschreibung | ID       | Bild |
| --------------------------------------------------- | ----------------------- | --- | -------- | ---- |
| Charley-Jacob-Straße 1 51° 54′ 24″ N, 10° 25′ 48″ O | Wohnhaus                | | 36519746 |      |
| Charley-Jacob-Straße 2 51° 54′ 24″ N, 10° 25′ 49″ O | Wohnhaus                | | 36519777 |      |
| Charley-Jacob-Straße 6 51° 54′ 23″ N, 10° 25′ 51″ O | Wohnhaus                | | 36519802 |      |
| Charley-Jacob-Straße 7 51° 54′ 24″ N, 10° 25′ 50″ O | Wohn-/ Geschäftshaus    | | 36603025 |      |
| Clausthaler Straße 51° 54′ 8″ N, 10° 25′ 15″ O      | Äußere Stadtmauer       | Fragment der historischen Stadtbefestigung (äußerer Mauerring) zwischen dem Nonnenweg im Westen und dem ehemaligen Klaustor im Osten; Bruchsteinmauerwerk.                                                                                        | 41203263 |      |
| Clausthaler Straße 51° 54′ 9″ N, 10° 25′ 9″ O       | Wallanlage              | Fragment der ehemaligen Wallanlage nördlich der Clausthaler Straße zwischen dem Nonnenweg im Westen und dem ehemaligen Klaustor im Osten. Nachträglich kleinteilige Parzellenstruktur mit Nutzgärten angelegt, erschlossen durch mittigen Fußweg. | 36593362 |      |
| Clausthaler Straße 51° 54′ 10″ N, 10° 25′ 26″ O     | Wallanlage              | Fragment der ehemaligen Wallanlage südlich der Kaiserpfalz zwischen dem Klaustor im Westen und der Kasernenanlage Kaiserpfalz im Osten. Umgenutzt als Kleingartenanlage.                                                                          | 40452431 | BW   |
| Clausthaler Straße 51° 54′ 8″ N, 10° 25′ 13″ O      | Graben                  | Fragment des ehemaligen Wallgrabens nördlich der Clausthaler Straße zwischen dem Nonnenweg im Westen und dem ehemaligen Klaustor im Osten. | 41202989 |      |
| Clausthaler Straße 2 51° 54′ 7″ N, 10° 25′ 2″ O     | Villa Steckhan          | | 36546239 | BW   |
| Clausthaler Straße 2 51° 54′ 6″ N, 10° 25′ 2″ O     | Villa Steckhan (Garten) | | 36547644 | BW   |

## D
Wegen der großen Anzahl der Baudenkmale werden einzelne Straßen in Teillisten aufgeführt. Dabei handelt es sich um folgende Straßen:
- Doktorswiese

| Lage                                                        | Bezeichnung          | Beschreibung | ID       | Bild           |
| ----------------------------------------------------------- | -------------------- | --- | -------- | -------------- |
| Dedeleberstraße 51° 54′ 30″ N, 10° 26′ 9″ O                 | Straßenraum          | | 36591481 |                |
| Dedeleberstraße 1 51° 54′ 31″ N, 10° 26′ 8″ O               | Wohnhaus             | Zweigeschossiger Fachwerkbau mit Satteldach, traufständig; Fassade im EG verputzt, im OG fachwerksichtig, Dach 1957 mit breiter Schleppgaube ausgebaut. | 36520055 |                |
| Dedeleberstraße 2 51° 54′ 30″ N, 10° 26′ 8″ O               | Wohlfahrtsgebäude    | | 40029841 | Weitere Bilder |
| Dedeleberstraße 2 51° 54′ 30″ N, 10° 26′ 9″ O               | Einfriedung          | Einfriedung mit Toreinfahrt mit zweiflügeligem Holztor, in Bauflucht der Dedeleberstraße; Bruchsteinmauerwerk. | 40208352 | Weitere Bilder |
| Dedeleberstraße 5 51° 54′ 29″ N, 10° 26′ 11″ O              | Wohnhaus             | | 36520083 |                |
| Dedeleberstraße 6 51° 54′ 30″ N, 10° 26′ 10″ O              | Wohnhaus             | | 36520111 |                |
| Dedeleberstraße 7 51° 54′ 30″ N, 10° 26′ 10″ O              | Wohnhaus             | | 36520139 |                |
| Dedeleberstraße 8 51° 54′ 30″ N, 10° 26′ 10″ O              | Wohnhaus             | |          |                |
| Dedeleberstraße 9 51° 54′ 30″ N, 10° 26′ 9″ O               | Wohnhaus             | | 36520197 |                |
| Dedeleberstraße 9 51° 54′ 30″ N, 10° 26′ 11″ O              | Nebengebäude         | | 40026387 | BW             |
| Dedeleberstraße 10 51° 54′ 31″ N, 10° 26′ 9″ O              | Wohnhaus             | | 36520225 |                |
| Dedeleberstraße 11 51° 54′ 31″ N, 10° 26′ 9″ O              | Wohnhaus             | | 36520253 |                |
| Domplatz 51° 54′ 12″ N, 10° 25′ 40″ O                       | Domvorhalle          | | 36595245 | Weitere Bilder |
| Domstraße 51° 54′ 19″ N, 10° 25′ 49″ O                      | Straßenraum          | | 36591505 | Weitere Bilder |
| Domstraße 4 51° 54′ 18″ N, 10° 25′ 50″ O                    | Wohnhaus             | | 36520281 | Weitere Bilder |
| Domstraße 5 51° 54′ 18″ N, 10° 25′ 50″ O                    | Wohn-/ Geschäftshaus | | 36603078 | Weitere Bilder |
| Domstraße 6 51° 54′ 18″ N, 10° 25′ 50″ O                    | Wohnhaus             | | 36520306 | Weitere Bilder |
| Domstraße 6 51° 54′ 18″ N, 10° 25′ 49″ O                    | Hinterhaus           | von der Straße aus nicht zugänglich | 36584925 | BW             |
| Domstraße 7 51° 54′ 18″ N, 10° 25′ 50″ O                    | Wohnhaus             | | 36520334 | Weitere Bilder |
| Domstraße 8 51° 54′ 18″ N, 10° 25′ 51″ O                    | „Goseburg“           | | 36520361 | Weitere Bilder |
| Domstraße 8 51° 54′ 18″ N, 10° 25′ 50″ O                    | Portal               | | 40544503 | Weitere Bilder |
| Domstraße 8 51° 54′ 18″ N, 10° 25′ 51″ O                    | Hinterhaus           | | 36584707 | BW             |
| Domstraße 9 51° 54′ 19″ N, 10° 25′ 50″ O                    | Wohnhaus             | | 36520390 |                |
| Domstraße 10 51° 54′ 19″ N, 10° 25′ 50″ O                   | Wohnhaus             | | 36520417 |                |
| Domstraße 12 51° 54′ 19″ N, 10° 25′ 50″ O                   | Hinterhaus           | | 36584732 | BW             |
| Domstraße 12 51° 54′ 20″ N, 10° 25′ 50″ O                   | Wohnhaus             | | 36520445 |                |
| Domstraße 12 51° 54′ 20″ N, 10° 25′ 50″ O                   | Nebengebäude         | | 36574368 | BW             |
| Dorothea-Borchers-Straße 51° 54′ 12″ N, 10° 25′ 52″ O       | Straßenraum          | | 36591530 | Weitere Bilder |
| Dorothea-Borchers-Straße 1 - 8 51° 54′ 12″ N, 10° 25′ 51″ O | Reihenhaus           | Reihenwohnhaus mit acht Hauseinheiten, bestehend aus Etagenwohnungen (Nr. 1, 4, 5, 8) und Maisonettewohnungen (Nr. 2, 3, 6, 7). Erbaut 1927–28 nach Entwürfen von Prof. Paul Schultze-Naumburg für den Goslarer Fabrikbesitzer Friedrich Borchers. Zweigeschossiger Massivbau mit Satteldach in Schieferdeckung, frei stehend; schmale Vorgartenzone mit niedriger Einfriedungsmauer zur Straße. Putzfassade mit durchlaufendem Stockwerksgesims, straßenseitig mit vorgesetzten Baukörpern für die Treppenhäuser der Hauseinheiten der Etagenwohnungen. Lochfassade mit hochrechteckigen Fensteröffnungen, ursprünglich mit fassadenbündigen Sprossenfenstern. | 36520473 | Weitere Bilder |
| Dorothea-Borchers-Straße 1 - 8 51° 54′ 13″ N, 10° 25′ 51″ O | Vorgarten            | Schmaler Vorgartenbereich, fassadenbegleitend entlang des Reihenwohnhauses. Zur Straße durch eine niedrige Mauer abgegrenzt, zwei Stufen über dem Fußwegsniveau. | 40519942 | Weitere Bilder |

## F
Wegen der großen Anzahl der Baudenkmale werden einzelne Straßen in Teillisten aufgeführt. Dabei handelt es sich um folgende Straßen:
- Fischemäkerstraße
- Forststraße
- Frankenberger Plan
- Frankenberger Straße
- Friesenstraße

| Lage                                           | Bezeichnung          | Beschreibung | ID       | Bild |
| ---------------------------------------------- | -------------------- | --- | -------- | ---- |
| Fleischscharren 51° 54′ 23″ N, 10° 25′ 44″ O   | Straßenraum          | | 36591576 | BW   |
| Fleischscharren 1 51° 54′ 23″ N, 10° 25′ 44″ O | Wohn-/ Geschäftshaus | Zweigeschossiger Fachwerkbau mit Krüppelwalmmansarddach in Ziegeldeckung, mittiges Zwerchhaus mit Schweifgiebel, traufständiges Eckgebäude. Wohnhaus ab 1899 mit Ladeneinbauten, ab 1914 Kino „Goslarer Theater“, rückwärtig Umbau und Erweiterung für Kinonutzung, ab 1987 Umnutzung des Kinosaals als Ladenflächen. Fassade verputzt, im Sockelbereich große Schaufenster. | 36603465 |      |
| Fleischscharren 2 51° 54′ 23″ N, 10° 25′ 43″ O | Wohn-/ Geschäftshaus | Viergeschossiges Gebäude mit Satteldach und großer Giebelgaube, traufständig. Fassade verputzt, im EG große Schaufenster. | 36603492 | BW   |
| Fleischscharren 3 51° 54′ 23″ N, 10° 25′ 43″ O | Wohn-/ Geschäftshaus | Dreigeschossiges Gebäude mit Satteldach in Ziegeldeckung, traufständig. Fassade mit Blechverkleidung, im EG Ladeneinbau mit Schaufensterverglasung, gusseisernen Säulen. | 36603519 | BW   |
| Fleischscharren 3 51° 54′ 23″ N, 10° 25′ 42″ O | Hinterhaus           | Dreigeschossiger Fachwerkbau mit Satteldach in Ziegeldeckung. Fassade fachwerksichtig, OGs leicht vorkragend. | 36580204 | BW   |
| Fleischscharren 4 51° 54′ 22″ N, 10° 25′ 42″ O | Wohn-/ Geschäftshaus | Dreigeschossiger Massivbau mit Satteldach in Ziegeldeckung, traufständig; links Zwerchhaus mit Schildgiebel, rechts Zwerchhaus mit Fachwerk und Krüppelwalmdach. Fassade verputzt, Fensteröffnungen mit Sandsteineinfassungen, Inschrift „A.D. 1900“ im Schwellbalken des rechten Zwerchhauses. | 36603546 | BW   |
| Fleischscharren 4 51° 54′ 23″ N, 10° 25′ 42″ O | Hinterhaus           | Zweigeschossiger Fachwerkbau mit flach geneigtem Pultdach in Bitumendeckung. Fassade fachwerksichtig. | 40172154 | BW   |
| Fleischscharren 5 51° 54′ 22″ N, 10° 25′ 42″ O | Wohn-/ Geschäftshaus | Dreigeschossiges Gebäude mit Satteldach in Ziegeldeckung, traufständig; mittiges Zwerchhaus mit Schweifgiebel. Fassade mit Schiefer verkleidet, im EG Ladeneinbau mit Schaufensterverglasung aus den 1950er Jahren. | 36603575 | BW   |
| Fleischscharren 6 51° 54′ 22″ N, 10° 25′ 41″ O | Wohn-/ Geschäftshaus | Zweigeschossiger Fachwerkbau mit Krüppelwalmdach in Schieferdeckung, traufständiges Eckhaus, mittiges Zwerchhaus. Straßenfassade mit Schiefer verkleidet, Giebelseite fachwerksichtig, Giebeldreieck mit Schiefer verkleidet. | 36603602 | BW   |
| Fleischscharren 6 51° 54′ 23″ N, 10° 25′ 41″ O | Nebengebäude         | Zwei- bis dreigeschossiger Fachwerkbau mit Walmdach in Ziegeldeckung, traufständig; rückwärtiges Nebengebäude entlang der Hokenstraße. Fassade fachwerksichtig, linker Hausteil dreigeschossig, rechter Hausteil zweigeschossig mit Dachterrasse; EG mit Putzfassade, Ladeneinbauten mit Schaufensterverglasung. | 36582831 |      |
| Fleischscharren 7 51° 54′ 22″ N, 10° 25′ 43″ O | Wohn-/ Geschäftshaus | | 36603630 | BW   |
| Freudenplan 51° 54′ 33″ N, 10° 25′ 47″ O       | Straßenraum          | | 36591671 | BW   |
| Freudenplan 1 51° 54′ 31″ N, 10° 25′ 49″ O     | Wohn-/ Geschäftshaus | Zweigeschossiger Fachwerkbau mit Walmdach in Ziegeldeckung und Zwerchhaus an der Südfassade, traufständiges Eckhaus. Fassade mit Schiefer verkleidet, Gebäudeecke im EG abgeschrägt, Ladeneinbau in der Gebäudeecke. | 36603806 |      |
| Freudenplan 2 51° 54′ 32″ N, 10° 25′ 49″ O     | Wohnhaus             | Zweigeschossiger Massivbau mit Satteldach in Ziegeldeckung, traufständig. Fassade in Backsteinmauerwerk, geschlemmt, Fensteröffnungen mit Segmentbögen. | 36522916 |      |
| Freudenplan 3 51° 54′ 32″ N, 10° 25′ 48″ O     | Wohnhaus             | Zweigeschossiger Fachwerkbau mit Satteldach in Ziegeldeckung, traufständig. Fassade fachwerksichtig, Oberstock und Traufkante vorkragend; Dachgaube von 1930. | 36522943 |      |
| Freudenplan 4 51° 54′ 32″ N, 10° 25′ 48″ O     | Wohnhaus             | Zweigeschossiger Fachwerkbau mit Satteldach in Ziegeldeckung, traufständig. Fassade fachwerksichtig, Traufkante vorkragend; schmale Zwischengefache mit Brustriegeln. | 36522973 |      |
| Freudenplan 5 51° 54′ 32″ N, 10° 25′ 48″ O     | Wohnhaus             | Zweigeschossiger Fachwerkbau mit Satteldach in Ziegeldeckung, traufständig. Fassade mit Schiefer verkleidet, Traufkante weit vorkragend. | 36523003 |      |
| Freudenplan 8 51° 54′ 33″ N, 10° 25′ 47″ O     | Wohnhaus             | Mehrfamilienhaus, errichtet 1912–13 von Maurermeister Andreas Busse nach eigenem Entwurf. Zweigeschossiger Massivbau mit Mansarddach in Ziegeldeckung und mehreren Zwerchhäusern, traufständiges Eckhaus. Fassade verputzt, niedriger Mauerwerkssockel in rauhem Bruchsteinmauerwerk, Gebäudeecke mit Bossensteinen, an der Seite zur Petersilienstraße Fachwerk-Erker im 1. OG unterhalb des Zwerchhauses, mit Inschrift: „Nicht Kunst noch Fleiß und Arbeit nützt, wenn Gott der Herr das Haus nicht schützt!“. | 36537943 | BW   |
| Freudenplan 12 51° 54′ 32″ N, 10° 25′ 47″ O    | Wohnhaus             | Zweigeschossiger Fachwerkbau mit Satteldach in Ziegeldeckung, traufständiges Eckhaus. Fassade fachwerksichtig, schmale Zwischengefache mit Brust- und Kämpferriegel; Giebelseite mit Schiefer verkleidet. | 36523060 |      |
| Freudenplan 12 51° 54′ 32″ N, 10° 25′ 47″ O    | Anbau                | Eingeschossiger Fachwerkbau mit Pultdach in Ziegeldeckung, giebelseitiger Anbau. Fassade fachwerksichtig. | 39938586 |      |

## G
Wegen der großen Anzahl der Baudenkmale werden einzelne Straßen in Teillisten aufgeführt. Dabei handelt es sich um folgende Straßen:
- Glockengießerstraße
- Gundenstraße

| Lage                                                    | Bezeichnung         | Beschreibung | ID       | Bild           |
| ------------------------------------------------------- | ------------------- | --- | -------- | -------------- |
| Geheimrat-Ebert-Straße 1 51° 54′ 42″ N, 10° 25′ 40″ O   | Wohnhaus            | | 36610781 |                |
| Geheimrat-Ebert-Straße 1 51° 54′ 42″ N, 10° 25′ 40″ O   | Vorgarten           | | 36612919 |                |
| Geheimrat-Ebert-Straße 2 51° 54′ 43″ N, 10° 25′ 42″ O   | Wohnhaus            | | 36610806 |                |
| Geheimrat-Ebert-Straße 2 51° 54′ 42″ N, 10° 25′ 42″ O   | Vorgarten           | | 36612991 |                |
| Geheimrat-Ebert-Straße 2a 51° 54′ 43″ N, 10° 25′ 42″ O  | Wohnhaus            | | 36610729 |                |
| Geheimrat-Ebert-Straße 2a 51° 54′ 42″ N, 10° 25′ 42″ O  | Vorgarten           | | 36613038 |                |
| Geheimrat-Ebert-Straße 3 51° 54′ 43″ N, 10° 25′ 43″ O   | Wohnhaus            | | 36610704 |                |
| Geheimrat-Ebert-Straße 3 51° 54′ 43″ N, 10° 25′ 44″ O   | Vorgarten           | | 36612848 |                |
| Geheimrat-Ebert-Straße 4 51° 54′ 43″ N, 10° 25′ 45″ O   | Villa               | | 36610679 |                |
| Geheimrat-Ebert-Straße 4 51° 54′ 43″ N, 10° 25′ 45″ O   | Vorgarten           | | 36612871 | BW             |
| Geheimrat-Ebert-Straße 13 51° 54′ 43″ N, 10° 25′ 50″ O  | Wohnhaus            | | 36545989 |                |
| Geheimrat-Ebert-Straße 14a 51° 54′ 43″ N, 10° 25′ 49″ O | Wohnhaus            | | 36545965 |                |
| Gemeindehof 51° 54′ 18″ N, 10° 25′ 43″ O                | Straßenraum         | | 36593479 | Weitere Bilder |
| Gemeindehof 3 51° 54′ 17″ N, 10° 25′ 44″ O              | Wohnhaus            | | 36524210 | Weitere Bilder |
| Gemeindehof 4 51° 54′ 17″ N, 10° 25′ 44″ O              | Wohnhaus            | | 36524237 | Weitere Bilder |
| Gemeindehof 5 51° 54′ 17″ N, 10° 25′ 44″ O              | Wohnhaus            | | 36524264 | Weitere Bilder |
| Gemeindehof 6 51° 54′ 17″ N, 10° 25′ 44″ O              | Wohnhaus            | | 36524291 | Weitere Bilder |
| Gemeindehof 7 51° 54′ 18″ N, 10° 25′ 44″ O              | Wohnhaus            | | 36524328 | Weitere Bilder |
| Gemeindehof 7 51° 54′ 18″ N, 10° 25′ 44″ O              | Anbau               | | 36557959 | Weitere Bilder |
| Gosestraße 51° 54′ 25″ N, 10° 26′ 5″ O                  | Straßenraum         | | 36591743 |                |
| Gosestraße 1 51° 54′ 25″ N, 10° 26′ 4″ O                | Wohnhaus            | | 36526269 |                |
| Gosestraße 2 51° 54′ 25″ N, 10° 26′ 5″ O                | Wohnhaus            | | 36526297 |                |
| Gosestraße 2 51° 54′ 24″ N, 10° 26′ 4″ O                | Hinterhaus          | | 36576314 | BW             |
| Gosestraße 3 51° 54′ 24″ N, 10° 26′ 5″ O                | Wohnhaus            | | 36526325 |                |
| Gosestraße 4 51° 54′ 24″ N, 10° 26′ 5″ O                | Wohnhaus            | | 36526353 |                |
| Gosestraße 5 51° 54′ 24″ N, 10° 26′ 5″ O                | Wohnhaus            | | 36526381 |                |
| Gosestraße 6 51° 54′ 24″ N, 10° 26′ 6″ O                | Tuchmachergildehaus | | 36526412 | Weitere Bilder |
| Gosestraße 6 51° 54′ 24″ N, 10° 26′ 5″ O                | Hinterhaus          | | 40024443 | BW             |
| Gosestraße 8 51° 54′ 25″ N, 10° 26′ 5″ O                | Wohnhaus            | | 36526444 |                |
| Gosestraße 10 51° 54′ 25″ N, 10° 26′ 5″ O               | Wohnhaus            | | 36526472 |                |
| Gosewinkel 51° 54′ 27″ N, 10° 25′ 43″ O                 | Straßenraum         | | 36591767 |                |
| Greifplatz 51° 54′ 24″ N, 10° 25′ 15″ O                 | Greifbrunnen        | Geschaffen 1920 vom Berliner Bildhauer Willibald Böttcher. Brunnen mit oktogonalem Bassin, zentraler Stele und Greif-Figur, frei stehend auf begrünter Platzfläche. | 36560003 |                |
| Greifplatz 51° 54′ 24″ N, 10° 25′ 16″ O                 | Straßenraum         | | 36591790 | BW             |

## H
Wegen der großen Anzahl der Baudenkmale werden einzelne Straßen in Teillisten aufgeführt. Dabei handelt es sich um folgende Straßen:
- Hinter den Brüdern
- Hoher Weg
- Hokenstraße

| Lage                                                   | Bezeichnung                        | Beschreibung | ID       | Bild |
| ------------------------------------------------------ | ---------------------------------- | --- | -------- | ---- |
| Hagenwinkel 51° 54′ 31″ N, 10° 25′ 59″ O               | Straßenraum                        | | 36591813 |      |
| Hagenwinkel 3 51° 54′ 31″ N, 10° 25′ 59″ O             | Wohnhaus                           | | 36527116 |      |
| Hagenwinkel 4 51° 54′ 31″ N, 10° 25′ 59″ O             | Wohnhaus                           | | 36527144 |      |
| Hagenwinkel 4 51° 54′ 31″ N, 10° 26′ 0″ O              | Hinterhaus                         | | 36584148 | BW   |
| Hagenwinkel 5 51° 54′ 32″ N, 10° 26′ 0″ O              | Wohnhaus                           | | 36527198 |      |
| Hagenwinkel 6 51° 54′ 32″ N, 10° 25′ 59″ O             | Wohnhaus                           | | 36527226 |      |
| Hagenwinkel 7 51° 54′ 31″ N, 10° 25′ 59″ O             | Wohnhaus                           | | 36527255 |      |
| Hagenwinkel 8 51° 54′ 31″ N, 10° 25′ 59″ O             | Wohnhaus                           | | 36527283 |      |
| Hagenwinkel 9 51° 54′ 31″ N, 10° 25′ 58″ O             | Wohnhaus                           | | 36527311 |      |
| Hagenwinkel 10 51° 54′ 31″ N, 10° 25′ 58″ O            | Wohnhaus                           | | 36527339 | BW   |
| Heerwinkel 51° 54′ 13″ N, 10° 25′ 31″ O                | Straßenraum                        | | 36591837 |      |
| Heerwinkel 1 51° 54′ 12″ N, 10° 25′ 32″ O              | Wohnhaus                           | Zweigeschossiger Fachwerkbau mit Satteldach in Schieferdeckung, traufständiges Eckhaus. Fassade mit Schiefer verkleidet, unter den Dachbalkenköpfen lange, waagerecht profilierte Knaggen, dazwischen Windbretter.                                                                | 36527367 |      |
| Heerwinkel 1 51° 54′ 13″ N, 10° 25′ 33″ O              | Hinterhaus                         | Zweigeschossiges Gebäude mit Satteldach in Ziegeldeckung, rückwärtig angebaut. Fassade im EG verputzt, im OG mit Holzlatten verschalt. | 36565044 | BW   |
| Heerwinkel 2 51° 54′ 13″ N, 10° 25′ 32″ O              | Wohnhaus                           | Zweigeschossiger Fachwerkbau mit Satteldach in Schieferdeckung, traufständig. Fassade mit Schiefer verkleidet, Oberstock stark vorkragend. | 36527398 |      |
| Heerwinkel 3 51° 54′ 13″ N, 10° 25′ 32″ O              | Wohnhaus                           | Zweigeschossiger Fachwerkbau mit Satteldach in Schieferdeckung, traufständig. Fassade mit Schiefer verkleidet, Oberstock stark vorkragend; unter der Traufkante: Schiffskehlen mit vegetativem Dekor.                                                                             | 36527429 |      |
| Heerwinkel 3 51° 54′ 13″ N, 10° 25′ 32″ O              | Anbau                              | | 36573434 | BW   |
| Heerwinkel 4 51° 54′ 13″ N, 10° 25′ 32″ O              | Wohnhaus                           | Zweigeschossiger Fachwerkbau mit Satteldach in Ziegeldeckung, traufständiges Eckhaus. Fassade mit Schiefer verkleidet, Oberstock stark vorkragend; unter der Traufe sind die Balkenköpfe von kleinen Knaggen mit Taustab und Kerbschnitten unterstützt, dazwischen Schiffskehlen. | 36527460 |      |
| Heerwinkel 5 51° 54′ 13″ N, 10° 25′ 32″ O              | Wohnhaus                           | Zweigeschossiger Fachwerkbau mit Satteldach in Ziegeldeckung und mittigem Zwerchhaus, traufständig. Fachwerksichtige Fassade, 1904 neu errichtet, mit schmalen Zwischengefachen.                                                                                                  | 36527490 |      |
| Heerwinkel 6 51° 54′ 13″ N, 10° 25′ 32″ O              | Wohnhaus                           | Zweigeschossiger Fachwerkbau mit Satteldach in Schieferdeckung, traufständiges Reihenendhaus. Fassade mit Schiefer verkleidet; vor dem Ostgiebel ein mit Schiefer verkleideter zweigeschossiger Anbau mit Flachdach und Dachterrasse.                                             | 36527517 |      |
| Heinrich-Pieper-Straße 11 51° 54′ 46″ N, 10° 25′ 33″ O | Wohnhaus                           | | 36547067 |      |
| Heinrich-Pieper-Straße 11 51° 54′ 47″ N, 10° 25′ 33″ O | Einfriedung                        | | 36547788 |      |
| Heinrich-Pieper-Straße 13 51° 54′ 44″ N, 10° 25′ 32″ O | Wohnhaus                           | | 36625486 |      |
| Hildesheimer Straße 21 51° 54′ 51″ N, 10° 25′ 11″ O    | Harzer Kraftwerk (Betriebsgebäude) | | 36547323 |      |
| Hildesheimer Straße 22 51° 54′ 53″ N, 10° 25′ 7″ O     | Tankstelle                         | | 36547138 |      |
| Hildesheimer Straße 52a 51° 54′ 44″ N, 10° 25′ 15″ O   | Bahnhof Goslar (Güterabfertigung)  | | 36625169 |      |
| Hirschstraße 4 51° 54′ 47″ N, 10° 25′ 51″ O            | Forstsekretärwohnhaus              | | 36545942 |      |

## J
Wegen der großen Anzahl der Baudenkmale werden einzelne Straßen in Teillisten aufgeführt. Dabei handelt es sich um folgende Straßen:
- Jakobikirchhof
- Jakobistraße

## K
Wegen der großen Anzahl der Baudenkmale werden einzelne Straßen in Teillisten aufgeführt. Dabei handelt es sich um folgende Straßen:
- Kaiserbleek
- Kettenstraße
- Knochenhauerstraße
- Kornstraße
- Königstraße
- Kötherstraße

| Lage                                             | Bezeichnung                          | Beschreibung | ID       | Bild           |
| ------------------------------------------------ | ------------------------------------ | --- | -------- | -------------- |
| Kaisertorstraße 3 51° 54′ 4″ N, 10° 25′ 40″ O    | ehem. Villa Döpke (Vorgarten)        | | 36547519 | BW             |
| Kaninchengasse 51° 54′ 20″ N, 10° 25′ 51″ O      | Straßenraum                          | | 36591987 | BW             |
| Kaninchengasse 2 51° 54′ 20″ N, 10° 25′ 51″ O    | Spolie                               | | 36591382 | BW             |
| Kaninchengasse 3 51° 54′ 19″ N, 10° 25′ 52″ O    | Mauerreste                           | | 36595722 | BW             |
| Klapperhagen 1 51° 54′ 16″ N, 10° 25′ 44″ O      | Lohmühle (Museum)                    | Massivbau mit Schiefereindeckung | 36595666 | Weitere Bilder |
| Klapperhagen 1 51° 54′ 16″ N, 10° 25′ 43″ O      | Lohmühle (Museum)                    | Zweietagiger Fachwerkbau mit Schiefereindeckung | 36595633 | Weitere Bilder |
| Klosterstraße 1 51° 54′ 40″ N, 10° 25′ 45″ O     | Villa Lewecke                        | | 36610835 |                |
| Klosterstraße 1 51° 54′ 40″ N, 10° 25′ 45″ O     | Vorgarten                            | | 36612966 | BW             |
| Klosterstraße 2 51° 54′ 41″ N, 10° 25′ 45″ O     | Villa Schrader                       | | 36610866 |                |
| Klosterstraße 2 51° 54′ 41″ N, 10° 25′ 45″ O     | Vorgarten                            | | 36612942 | BW             |
| Klosterstraße 5 51° 54′ 45″ N, 10° 25′ 46″ O     | Wohn-/ Geschäftshaus                 | | 36547116 |                |
| Klubgartenstraße 1 51° 54′ 37″ N, 10° 25′ 27″ O  | Niedersächsischer Hof                | | 36546363 |                |
| Klubgartenstraße 5 51° 54′ 35″ N, 10° 25′ 20″ O  | Kreisverwaltung                      | | 36545891 |                |
| Klubgartenstraße 5 51° 54′ 36″ N, 10° 25′ 20″ O  | Vorgarten                            | | 36547572 |                |
| Klubgartenstraße 9a 51° 54′ 33″ N, 10° 25′ 14″ O | Ehem. Bauernhochschule               | | 46661607 |                |
| Klubgartenstraße 9a 51° 54′ 34″ N, 10° 25′ 15″ O | Ehem. Bauernhochschule (Freifläche)  | | 46662378 |                |
| Klubgartenstraße 9a 51° 54′ 35″ N, 10° 25′ 14″ O | Ehem. Bauernhochschule (Pavillon)    | | 36546446 |                |
| Klubgartenstraße 9a 51° 54′ 34″ N, 10° 25′ 13″ O | Ehem. Bauernhochschule (Einfriedung) | | 46698528 |                |
| Klubgartenstraße 11 51° 54′ 37″ N, 10° 25′ 15″ O | Kreishaus                            | | 36546390 |                |
| Klubgartenstraße 11 51° 54′ 36″ N, 10° 25′ 16″ O | Kreishaus (Vorplatz)                 | | 36547467 |                |
| Klubgartenstraße 12 51° 54′ 37″ N, 10° 25′ 17″ O | Kreisverwaltung                      | | 36546418 |                |
| Klubgartenstraße 15 51° 54′ 38″ N, 10° 25′ 24″ O | Tourist-Information                  | | 36625059 |                |
| Kniggenstraße 51° 54′ 24″ N, 10° 25′ 52″ O       | Straßenraum                          | | 36593571 |                |
| Kniggenstraße 1 51° 54′ 24″ N, 10° 25′ 52″ O     | Wohnhaus                             | | 36530044 |                |
| Kniggenstraße 1 51° 54′ 24″ N, 10° 25′ 52″ O     | Hinterhaus                           | | 40390853 | BW             |
| Kniggenstraße 1a 51° 54′ 24″ N, 10° 25′ 52″ O    | Wohnhaus                             | | 36530071 |                |
| Kniggenstraße 1a 51° 54′ 24″ N, 10° 25′ 52″ O    | Hinterhaus                           | | 40390790 | BW             |
| Kniggenstraße 2 51° 54′ 24″ N, 10° 25′ 52″ O     | Wohnhaus                             | | 36530115 |                |
| Kniggenstraße 4 51° 54′ 25″ N, 10° 25′ 52″ O     | Wohnhaus                             | | 36530143 |                |
| Köppelsbleek 1 51° 54′ 40″ N, 10° 25′ 56″ O      | Wohnhaus                             | | 36623057 |                |
| Köppelsbleek 2 51° 54′ 40″ N, 10° 25′ 58″ O      | Haus von Behr                        | | 36623082 |                |
| Kreuzgasse 51° 54′ 24″ N, 10° 25′ 24″ O          | Straßenraum                          | | 36592192 |                |
| Kreuzgasse 1 51° 54′ 24″ N, 10° 25′ 24″ O        | Stall                                | Dreigeschossiger Fachwerkbau mit Walmdach, traufständig, angebaut an die Giebelseite des Nachbarhauses. Fassaden fachwerksichtig, Oberstock leicht vorkragend, Giebelseite mit Holz verschalt.                                      | 36589966 |                |
| Kreuzgasse 2 51° 54′ 24″ N, 10° 25′ 24″ O        | Wohnhaus                             | Dreigeschossiger Fachwerkbau mit Satteldach in Ziegeldeckung, traufständig. Fassade mit Schiefer verkleidet, Oberstock leicht vorkragend, unter den Dachbalkenköpfen Knaggen mit Taustab und Kerbschnitten, dazwischen Windbretter. | 36542430 |                |

## L
Wegen der großen Anzahl der Baudenkmale werden einzelne Straßen in Teillisten aufgeführt. Dabei handelt es sich um folgende Straßen:
- Liebfrauenberg

| Lage                                        | Bezeichnung  | Beschreibung | ID       | Bild |
| ------------------------------------------- | ------------ | ------------ | -------- | ---- |
| Lämmerstraße 51° 54′ 22″ N, 10° 26′ 0″ O    | Straßenraum  |              | 36592216 |      |
| Lämmerstraße 1 51° 54′ 23″ N, 10° 26′ 2″ O  | Wohnhaus     |              | 36533418 |      |
| Lämmerstraße 2 51° 54′ 22″ N, 10° 26′ 1″ O  | Wohnhaus     |              | 36533445 |      |
| Lämmerstraße 3 51° 54′ 22″ N, 10° 26′ 0″ O  | Wohnhaus     |              | 36533471 |      |
| Lämmerstraße 3 51° 54′ 23″ N, 10° 25′ 59″ O | Nebengebäude |              | 36571290 |      |
| Lindenplan 1 51° 54′ 38″ N, 10° 25′ 8″ O    | Wohnhaus     |              | 36546472 |      |

## M
Wegen der großen Anzahl der Baudenkmale werden einzelne Straßen in Teillisten aufgeführt. Dabei handelt es sich um folgende Straßen:
- Marktstraße
- Mauerstraße
- Münzstraße

| Lage                                          | Bezeichnung          | Beschreibung | ID       | Bild           |
| --------------------------------------------- | -------------------- | --- | -------- | -------------- |
| Markt 51° 54′ 21″ N, 10° 25′ 44″ O            | Pflasterung          | | 36595063 |                |
| Markt 1 51° 54′ 21″ N, 10° 25′ 43″ O          | Rathaus              | | 36578837 | Weitere Bilder |
| Markt 2 51° 54′ 20″ N, 10° 25′ 44″ O          | Wohnhaus             | Ehemalige Ratsapotheke. 1520 errichtetes dreigeschossiges Patrizierhaus unter einem Satteldach aus Schiefer. Auf dem massiven Erdgeschoss sind die Obergeschosse fachwerksichtig. | 36533796 |                |
| Markt 2 51° 54′ 20″ N, 10° 25′ 45″ O          | Hinterhaus           | | 36579197 | BW             |
| Markt 2 51° 54′ 19″ N, 10° 25′ 45″ O          | Mauer                | | 40545390 | BW             |
| Markt 3 51° 54′ 20″ N, 10° 25′ 45″ O          | Kaiserworth          | | 36566187 | Weitere Bilder |
| Markt 3 51° 54′ 20″ N, 10° 25′ 45″ O          | Saalanbau            | | 36590940 |                |
| Markt 3 51° 54′ 19″ N, 10° 25′ 46″ O          | Wirtschaftsgebäude   | | 36596976 |                |
| Markt 3 51° 54′ 19″ N, 10° 25′ 45″ O          | Nebengebäude         | | 36569887 | BW             |
| Markt 4 51° 54′ 21″ N, 10° 25′ 46″ O          | Wohn-/ Geschäftshaus | | 36533828 |                |
| Markt 5 51° 54′ 21″ N, 10° 25′ 47″ O          | Siemens-Haus, ehem.  | | 36598416 |                |
| Markt 6 51° 54′ 22″ N, 10° 25′ 46″ O          | Wohn-/ Geschäftshaus | | 36533858 |                |
| Markt 6 51° 54′ 22″ N, 10° 25′ 48″ O          | Hinterhaus           | | 36579094 | BW             |
| Markt 7 51° 54′ 22″ N, 10° 25′ 46″ O          | Wohn-/ Geschäftshaus | | 36604944 | BW             |
| Markt 8 51° 54′ 23″ N, 10° 25′ 46″ O          | Wohn-/ Geschäftshaus | | 36604974 | BW             |
| Markt 9 51° 54′ 23″ N, 10° 25′ 45″ O          | Wohn-/ Geschäftshaus | | 36605003 |                |
| Markt 10 51° 54′ 23″ N, 10° 25′ 44″ O         | Wohn-/ Geschäftshaus | | 36605031 |                |
| Markt 11 51° 54′ 22″ N, 10° 25′ 44″ O         | Wohn-/ Geschäftshaus | | 36605061 |                |
| Markt 12 51° 54′ 22″ N, 10° 25′ 43″ O         | Wohn-/ Geschäftshaus | | 36605090 | Weitere Bilder |
| Marktkirchhof 51° 54′ 19″ N, 10° 25′ 41″ O    | Straßenraum          | | 36594980 | Weitere Bilder |
| Marktkirchhof 1 51° 54′ 19″ N, 10° 25′ 41″ O  | Wohn-/ Geschäftshaus | | 36592344 |                |
| Marktkirchhof 2 51° 54′ 19″ N, 10° 25′ 41″ O  | Wohnhaus             | | 36533891 | Weitere Bilder |
| Marktkirchhof 2 51° 54′ 19″ N, 10° 25′ 42″ O  | Hinterhaus           | | 36584585 | Weitere Bilder |
| Marktkirchhof 3 51° 54′ 19″ N, 10° 25′ 42″ O  | Wohn-/ Geschäftshaus | | 36605150 |                |
| Marktkirchhof 3 51° 54′ 19″ N, 10° 25′ 43″ O  | Anbau                | | 36565548 | BW             |
| Marktkirchhof 4 51° 54′ 19″ N, 10° 25′ 43″ O  | Wohnhaus             | | 36533950 |                |
| Marstallstraße 51° 54′ 24″ N, 10° 25′ 32″ O   | Straßenraum          | | 36592320 |                |
| Marstallstraße 1 51° 54′ 22″ N, 10° 25′ 33″ O | Wirtschaftsgebäude   | Zweigeschossiger Fachwerkbau mit Satteldach in Schieferdeckung, traufständig. Fassade fachwerksichtig, Breite, nachträglich eingebaute Tordurchfahrt; Giebelseite mit Schiefer verkleidet. | 36510309 |                |
| Marstallstraße 1 51° 54′ 23″ N, 10° 25′ 35″ O | Nebengebäude         | Zweigeschossiger Massivbau mit Walmdach in Ziegeldeckung, frei stehend. Fassade mauerwerkssichtig, Bruchsteinmauerwerk, mit einigen unregelmäßig platzierten Fenster- und Türöffnungen. | 40526236 |                |
| Marstallstraße 2 51° 54′ 23″ N, 10° 25′ 33″ O | Feuerwehrgerätehaus  | Eingeschossiger Massivbau mit Satteldach in Ziegeldeckung, südseitig angebaut an den Marstall, traufständig. Fassade verputzt, straßenseitig zwei große Garagentore. | 36555848 |                |
| Marstallstraße 2 51° 54′ 23″ N, 10° 25′ 33″ O | Marstall             | Ehemaliger Marstall, 1827 wegen Baufälligkeit teilweise abgetragen, 1847 als Spritzenhaus neu aufgebaut, bis 1985 genutzt als Feuerwache. Eineinhalbgeschossiger Massivbau mit Satteldach in Ziegeldeckung, traufständig. Gebäude auf L-förmigem Grundriss, straßenseitig südlicher Gebäudeteil in Fachwerkbauweise; Fassade mauerwerkssichtig, Bruchsteinmauerwerk; südlicher Gebäudeteil straßenseitig mit Holz verschalt, mit zwei großen Toröffnungen; Giebelseite fachwerksichtig. | 36564604 |                |
| Marstallstraße 4 51° 54′ 24″ N, 10° 25′ 31″ O | Wohnhaus             | Zweigeschossiges Gebäude mit Satteldach in Ziegeldeckung, traufständiges Eckhaus. Fassade mit Schiefer verkleidet, EG verputzt, mit Pilastergliederung, Schaufensterverglasung. Rückwärtiger Seitenflügel entlang der Marstallstraße. | 39923771 |                |
| Marstallstraße 7 51° 54′ 23″ N, 10° 25′ 32″ O | Wohnhaus             | Zweigeschossiges Nebengebäude zum Wohnhaus Markstraße 15. Satteldach in Ziegeldeckung, traufständig. EG in Massivbauweise, Fassade verputzt, Tordurchfahrt; OG in Fachwerkbauweise, vorkragend, fachwerksichtig; Giebelseite mit Holz verschalt. Oberstock: ehemaliges Speichergeschoss, ursprünglich nur fünf Gefache breit, Schwelle mit Trapezfries, regelmäßige Fußstreben; 1875 um neun Gefache erweitert; zu Wohnungen umgebaut. | 36577609 |                |
| Mönchestraße 51° 54′ 26″ N, 10° 25′ 28″ O     | Straßenraum          | | 36592396 |                |
| Mönchestraße 1 51° 54′ 26″ N, 10° 25′ 27″ O   | Wohnhaus             | Zweigeschossiger Fachwerkbau mit Satteldach in Ziegeldeckung, giebelständig. Stockwerksbauweise, Fassade fachwerksichtig, giebelseitig mehrere Diagonalstreben. | 36541746 |                |
| Mönchestraße 1 51° 54′ 26″ N, 10° 25′ 27″ O   | Hinterhaus           | Zweigeschossiger Fachwerkbau mit Satteldach in Schieferdeckung. Fassade fachwerksichtig, Erdgeschosswand der Südfassade in Bruchsteinmauerwerk, Giebeldreieck mit Schiefer verkleidet. An der Nordfassade teilweiser Erhalt der Brandwand eines vormalig dort befindlichen Kohleschuppens in den Neubau. | 36586791 |                |
| Mönchestraße 3 51° 54′ 25″ N, 10° 25′ 28″ O   | Museum               | Dreigeschossiger Fachwerkbau mit Halbwalmdach in Schieferdeckung, traufständiges Eckhaus, Giebelseite zur Mönchestraße mit „Goslarer Giebel“. Fassade fachwerksichtig, Erd- und Zwischengeschoss in Ständerbauweise, Oberstock als Speicherboden in Stockwerksbauweise, leicht auskragend auf langen, waagerecht profilierten Knaggen und Balkenköpfen, dazwischen Windbretter, Schwelle mit Trapezfries, regelmäßige Fußstreben; über dem Speicherstock im Giebel ein Dachgeschoss, ebenfalls leicht auskragend. An der Giebelseite leicht spitzbogiges Dielentor, mit Schnitzwerk dekoriert, Torständer mit Kandelaberwerk, darüber mit „Wilden Männern“, Inschrift im Torsturz: „§ 1 § 5 § 2 § 8 §“. Im Inneren erhaltene Längsdäle mit seitlichem Zwischengeschoss, mit „Apostelzimmer“ samt Ausstattung von 1561; Wandbrüstungen, Ständer und Balkendecke vertäfelt, Wandfelder mit Grisaillemalereien von Daniel Poppe. Seit 1978 als „Mönchehaus Museum“ genutzt durch den Verein zur Förderung moderner Kunst e. V. Goslar (VFK). | 36513441 | Weitere Bilder |

## N
Wegen der großen Anzahl der Baudenkmale werden einzelne Straßen in Teillisten aufgeführt. Dabei handelt es sich um folgende Straßen:
- Neue Straße

| Lage                                      | Bezeichnung             | Beschreibung | ID       | Bild |
| ----------------------------------------- | ----------------------- | --- | -------- | ---- |
| Nonnenberg 3 51° 53′ 59″ N, 10° 24′ 36″ O | Sommerhaus Woltereck    | | 36508517 | BW   |
| Nonnenweg 1 51° 54′ 17″ N, 10° 25′ 0″ O   | Wohnhaus                | | 41174389 |      |
| Nonnenweg 1 51° 54′ 17″ N, 10° 25′ 0″ O   | Vorgarten               | | 41174458 |      |
| Nonnenweg 2 51° 54′ 18″ N, 10° 25′ 0″ O   | Wohnhaus                | | 41174305 |      |
| Nonnenweg 2 51° 54′ 18″ N, 10° 25′ 0″ O   | Vorgarten               | | 41174373 |      |
| Nonnenweg 3 51° 54′ 18″ N, 10° 25′ 0″ O   | Wohnhaus                | | 41174222 |      |
| Nonnenweg 3 51° 54′ 18″ N, 10° 24′ 59″ O  | Vorgarten               | | 41174239 |      |
| Nonnenweg 4 51° 54′ 19″ N, 10° 25′ 0″ O   | Wohnhaus                | | 41174145 |      |
| Nonnenweg 7 51° 54′ 17″ N, 10° 24′ 58″ O  | Wohnhaus                | | 41170734 |      |
| Nonnenweg 8 51° 54′ 17″ N, 10° 24′ 58″ O  | Wohnhaus                | | 41170751 |      |
| Nonnenweg 9 51° 54′ 16″ N, 10° 24′ 59″ O  | Wohnhaus                | | 36624617 |      |
| Nonnenweg 9 51° 54′ 16″ N, 10° 24′ 58″ O  | Anbau                   | | 41173174 | BW   |
| Nonnenweg 10 51° 54′ 15″ N, 10° 24′ 59″ O | Wohnhaus                | | 36624019 |      |
| Nonnenweg 10 51° 54′ 15″ N, 10° 25′ 0″ O  | Vorgarten               | | 41173238 |      |
| Nonnenweg 13 51° 54′ 13″ N, 10° 25′ 3″ O  | Haus Land               | Einfamilienwohnhaus, errichtet 1924–25 nach Entwürfen von Alfred Löser für Theodor Land. Zweigeschossiger Massivbau mit Walmdach in Schieferdeckung, frei stehend. Fassade verputzt.                                                                           | 36598448 |      |
| Nonnenweg 13 51° 54′ 13″ N, 10° 25′ 3″ O  | Haus Land (Einfriedung) | Errichtet 1925 im Zuge des Neubaus des Einfamilienhauses, 1935 am Nordende Neubau einer in den Mauerzug integrierten Garage. Bruchsteinmauer entlang des Straßenverlaufs, Mauerkrone mit Efeu bewachsen; Eingang mit Torpfosten im linken Mauerwerksabschnitt. | 36564051 |      |
| Nonnenweg 18 51° 54′ 14″ N, 10° 25′ 4″ O  | Haus Scheller           | Einfamilienwohnhaus, errichtet 1911–12 nach Entwürfen von Heinrich Ehelolf für Julius Scheller. Zweigeschossiger Massivbau mit Walmdach in Schieferdeckung, frei stehend; Fassade verputzt, Horizontalgliederung durch Gesimsbänder auf Höhe der Sohlbänke.    | 36536953 |      |
| Nonnenweg 18 51° 54′ 14″ N, 10° 25′ 3″ O  | Einfriedung             | Errichtet 1912 im Zuge des Neubaus des Einfamilienhauses, 1933 am Südende Neubau einer in den Mauerzug integrierten Garage. Bruchsteinmauer mit Holzzaun, entlang des Straßenverlaufs, Hauszugang mit Torpfosten im linken Mauerwerksabschnitt.                | 36563848 |      |
| Nonnenweg 19 51° 54′ 15″ N, 10° 25′ 2″ O  | Wohnhaus                | Zweigeschossiger Massivbau mit Satteldach in Ziegeldeckung, frei stehendes Eckhaus. Fassade verputzt, an der Südfassade zum Nonnenweg offene Vorhalle mit Mansarddachgiebel.                                                                                   | 36544257 |      |

## O
Wegen der großen Anzahl der Baudenkmale werden einzelne Straßen in Teillisten aufgeführt. Dabei handelt es sich um folgende Straßen:
- Oberer Triftweg

| Lage                                               | Bezeichnung                    | Beschreibung | ID       | Bild           |
| -------------------------------------------------- | ------------------------------ | --- | -------- | -------------- |
| Obere Kirchstraße 51° 54′ 27″ N, 10° 25′ 59″ O     | Straßenraum                    | | 36592468 |                |
| Obere Kirchstraße 1 51° 54′ 28″ N, 10° 25′ 58″ O   | Wohnhaus                       | | 36537008 |                |
| Obere Kirchstraße 2 51° 54′ 27″ N, 10° 25′ 58″ O   | Wohnhaus                       | | 36537034 |                |
| Obere Kirchstraße 3 51° 54′ 27″ N, 10° 25′ 59″ O   | Wohnhaus                       | | 36537062 |                |
| Obere Kirchstraße 4 51° 54′ 26″ N, 10° 25′ 59″ O   | luth. Pfarrhaus Stephanikirche | | 36595864 |                |
| Obere Kirchstraße 4 51° 54′ 26″ N, 10° 25′ 59″ O   | Pfarrgarten                    | | 36567465 |                |
| Obere Kirchstraße 6 51° 54′ 26″ N, 10° 26′ 0″ O    | Wohnhaus                       | | 36537088 |                |
| Obere Mühlenstraße 51° 54′ 15″ N, 10° 25′ 26″ O    | Straßenraum                    | | 36592492 |                |
| Obere Mühlenstraße 2 51° 54′ 15″ N, 10° 25′ 26″ O  | Wohnhaus                       | Zweigeschossiger Fachwerkbau mit Satteldach in Schieferdeckung, traufständig; südlicher Hausteil um 1730 als Wohnhaus errichtet, nördlicher Hausteil als Wirtschaftsgebäude um 1900. Fassade fachwerksichtig, im Wohnhausteil sind die Stockwerk- und die Dachschwelle zwischen den Balkenköpfen profiliert, im Wirtschaftsteil Tordurchfahrt mit darüber liegender Ladeluke. | 36606001 |                |
| Obere Mühlenstraße 3 51° 54′ 14″ N, 10° 25′ 26″ O  | Wohnhaus                       | Zweigeschossiger Fachwerkbau mit Krüppelwalmdach in Schieferdeckung mit mittig platziertem Zwerchhaus, traufständig. Fassade fachwerksichtig, regelmäßige Gefachstruktur mit schmalen Zwischengefachen; Giebelseite mit Schiefer verkleidet. | 36537112 |                |
| Obere Mühlenstraße 5 51° 54′ 13″ N, 10° 25′ 27″ O  | Wohnhaus                       | Zweigeschossiger Fachwerkbau mit Satteldach in Ziegeldeckung, traufständig. Fassade fachwerksichtig. | 36537140 |                |
| Obere Mühlenstraße 6 51° 54′ 13″ N, 10° 25′ 28″ O  | Wohnhaus                       | Dreigeschossiger Fachwerkbau mit Satteldach in Ziegeldeckung, traufständig. Fachwerksichtige Fassade mit schmalen Zwischengefachen, 2. OG als Speicherstock errichtet, vorkragend auf verschalter Stockwerksschwelle.fachwerksichtig. | 36537168 |                |
| Obere Mühlenstraße 7 51° 54′ 13″ N, 10° 25′ 28″ O  | Wohnhaus                       | Zweigeschossiger Fachwerkbau mit Satteldach in Schieferdeckung, traufständig. Fassade mit Schiefer verkleidet, Oberstock leicht vorkragend. | 36537199 |                |
| Obere Mühlenstraße 8 51° 54′ 14″ N, 10° 25′ 28″ O  | Wohnhaus                       | Zweigeschossiger Fachwerkbau mit Satteldach in Schieferdeckung, traufständig. Fassade im Erdgeschoss fachwerksichtig, auf hohem Sockel in Bruchsteinmauerwerk; Oberstock leicht vorkragend, mit Schiefer verkleidet. | 36537229 |                |
| Obere Mühlenstraße 9 51° 54′ 14″ N, 10° 25′ 28″ O  | Wohnhaus                       | Dreigeschossiger Fachwerkbau mit Satteldach in Ziegeldeckung, traufständig. Fassade mit Schiefer verkleidet, an der Traufkante kragen die Dachbalken auf kleinen Knaggen mit Taustab und Kerbschnitten vor, dazwischen Schiffskehlen. | 36537260 |                |
| Obere Mühlenstraße 10 51° 54′ 15″ N, 10° 25′ 27″ O | Haus Brecht                    | Dreigeschossiger Fachwerkbau mit Krüppelwalmdach in Schieferdeckung, „Goslarer Giebel“ an der Südseite des Hauses; traufständiges Eckhaus. Fassade fachwerksichtig, an der Südfassade in den unteren beiden Geschossen mit Blechplatten verkleidet; im Oberstock Brüstungsbohlen mit Sonnenrosetten ausgeschmückt, Schwellholz mit umlaufenden Spruchband, mit inschriftlicher Datierung „1608“ sowie Nennung des Bauherren: „Hans Brecht hest mich mit hulvfe Gottes auffs neue erbauen lassen“. | 36537291 |                |
| Obere Mühlenstraße 11 51° 54′ 15″ N, 10° 25′ 26″ O | Wohnhaus                       | Zweigeschossiger Fachwerkbau mit Satteldach in Schieferdeckung, traufständig. Fassade fachwerksichtig, Oberstock bündig in der Fassadenebene, schmale Zwischengefache. | 36537321 |                |
| Obere Mühlenstraße 12 51° 54′ 15″ N, 10° 25′ 26″ O | Wohnhaus                       | Zweigeschossiger Fachwerkbau mit Satteldach in Schieferdeckung, traufständig. Fassade mit Schiefer verkleidet. | 36537349 |                |
| Obere Mühlenstraße 13 51° 54′ 15″ N, 10° 25′ 26″ O | Wohnhaus                       | Dreigeschossiger Fachwerkbau mit Krüppelwalmdach in Schieferdeckung, traufständig. Fassade straßenseitig mit Schiefer verkleidet, Giebelseite fachwerksichtig, Brüstungsbohlen im 2. Oberstock mit Sonnenrosenornamenten, Füllhölzer zwischen den Balkenköpfen in Schiffskehlenform mit Tauornamenten. Rückwärtiger Anbau in Massivbauweise, vermutlich aus dem späten 19. Jh. | 36537377 |                |
| Obergasse 51° 54′ 24″ N, 10° 25′ 27″ O             | Straßenraum                    | | 36592540 |                |
| Okerstraße 1 51° 54′ 37″ N, 10° 26′ 16″ O          | Rießlingsturm                  | | 36561348 | Weitere Bilder |
| Okerstraße 2 51° 54′ 38″ N, 10° 26′ 16″ O          | Wohnhaus                       | | 36542959 |                |
| Okerstraße 3 51° 54′ 39″ N, 10° 26′ 16″ O          | Villa                          | | 36598698 | BW             |
| Okerstraße 3 51° 54′ 39″ N, 10° 26′ 15″ O          | Nebengebäude                   | | 36572477 |                |
| Okerstraße 3 51° 54′ 39″ N, 10° 26′ 17″ O          | Gartenlaube                    | | 41403445 | BW             |
| Okerstraße 3 51° 54′ 38″ N, 10° 26′ 17″ O          | Garten                         | | 36566941 | BW             |
| Okerstraße 16 51° 54′ 48″ N, 10° 26′ 34″ O         | Eisengießerei Herm. Weule      | | 36546623 |                |
| Okerstraße 33 51° 54′ 37″ N, 10° 26′ 21″ O         | Villa                          | | 36598727 |                |
| Okerstraße 33 51° 54′ 37″ N, 10° 26′ 21″ O         | Nebengebäude                   | | 41403343 |                |
| Okerstraße 33 51° 54′ 36″ N, 10° 26′ 21″ O         | Garten                         | | 36566773 |                |
| Okerstraße 40 51° 54′ 39″ N, 10° 26′ 25″ O         | Steigerturm                    | | 36546649 |                |

## P
Wegen der großen Anzahl der Baudenkmale werden einzelne Straßen in Teillisten aufgeführt. Dabei handelt es sich um folgende Straßen:
- Peterstraße
- Petersilienstraße
- Piepmäkerstraße

| Lage                                    | Bezeichnung                    | Beschreibung | ID       | Bild           |
| --------------------------------------- | ------------------------------ | ------------ | -------- | -------------- |
| Petersberg 51° 54′ 38″ N, 10° 26′ 47″ O | Stiftskirche St. Petri (Ruine) |              | 36624373 | Weitere Bilder |
| Pfarrgasse 51° 54′ 28″ N, 10° 25′ 32″ O | Straßenraum                    |              | 36592611 |                |

## R
Wegen der großen Anzahl der Baudenkmale werden einzelne Straßen in Teillisten aufgeführt. Dabei handelt es sich um folgende Straßen:
- Rammelsberger Straße
- Rosentorstraße

| Lage                                            | Bezeichnung                            | Beschreibung | ID       | Bild |
| ----------------------------------------------- | -------------------------------------- | --- | -------- | ---- |
| Reiseckenweg 51° 54′ 28″ N, 10° 26′ 17″ O       | Stadtmauer                             | | 41215947 | BW   |
| Reiseckenweg 51° 54′ 23″ N, 10° 26′ 12″ O       | Stadtmauer                             | | 41226206 | BW   |
| Reiseckenweg 51° 54′ 22″ N, 10° 26′ 11″ O       | Gartenpavillon                         | Einräumiger Fachwerkbau in quadratischem Grundriss auf Natursteinsockel, symmetrische Fachwerkgliederung mit verputzten Ziegelgefachen, schiefergedecktes Glockendach mit metallischer Firstspitze. Eingang mit breiter zweiflügeliger Tür, Kastenschloss mit gestaltetem Schild und Drücker, profilierte Rahmung mit Endstücken in Quaderform, in den Brüstungsgefachen Reliefplatten (jeweils umrankter Männer- und Frauenkopf im Profil). Hebefenster mit Sprossen und Stichbogensturz (vermutlich bei Translozierung erneuert). Typischer Gartenpavillon in barocker Manier, heute in dieser Form nur selten erhalten. Älterer Standort mit der Rückfront grenzständig an der Bäckerstraße, aufgrund des dortigen Neubaus der Stadtsparkasse 1936 Translozierung zum Erhalt in die Wallgärten entlang des Reiseckenwegs. | 44687128 | BW   |
| Reußstraße 51° 54′ 40″ N, 10° 25′ 42″ O         | Chorherrenstift St. Georg (Ruine)      | | 36612464 |      |
| Reußstraße 51° 54′ 41″ N, 10° 25′ 41″ O         | Chorherrenstift St. Georg (Grünanlage) | | 36612381 |      |
| Reußstraße 2 51° 54′ 40″ N, 10° 25′ 39″ O       | Villa                                  | | 36612406 |      |
| Reußstraße 4 51° 54′ 42″ N, 10° 25′ 36″ O       | Villa Alberti                          | | 36612434 |      |
| Reußstraße 6 51° 54′ 45″ N, 10° 25′ 33″ O       | Wohnhaus                               | | 36625408 |      |
| Reußstraße 6 51° 54′ 44″ N, 10° 25′ 33″ O       | Anbau                                  | | 36626790 | BW   |
| Reußstraße 7 51° 54′ 45″ N, 10° 25′ 33″ O       | Wohnhaus                               | | 36625434 |      |
| Reußstraße 7 51° 54′ 45″ N, 10° 25′ 32″ O       | Anbau                                  | | 36626765 | BW   |
| Reußstraße 8 51° 54′ 45″ N, 10° 25′ 32″ O       | Wohnhaus                               | | 36625460 |      |
| Reußstraße 8 51° 54′ 46″ N, 10° 25′ 32″ O       | Vorgarten                              | | 36626089 |      |
| Reußstraße 14 51° 54′ 42″ N, 10° 25′ 39″ O      | Wohnhaus                               | | 36612625 |      |
| Reußstraße 14 51° 54′ 42″ N, 10° 25′ 38″ O      | Vorgarten                              | | 36613015 |      |
| Reußstraße 16 51° 54′ 44″ N, 10° 25′ 37″ O      | Wohnhaus                               | | 36612650 |      |
| Reußstraße 16 51° 54′ 44″ N, 10° 25′ 38″ O      | Garage                                 | | 36613342 |      |
| Reußstraße 16 51° 54′ 44″ N, 10° 25′ 36″ O      | Einfriedung                            | | 36613087 |      |
| Rundenienstraße 51° 54′ 22″ N, 10° 25′ 57″ O    | Straßenraum                            | | 36592659 |      |
| Rundenienstraße 1 51° 54′ 23″ N, 10° 25′ 56″ O  | Diakonie                               | | 36539597 |      |
| Rundenienstraße 7 51° 54′ 22″ N, 10° 25′ 58″ O  | Wohnhaus                               | | 36539623 |      |
| Rundenienstraße 7 51° 54′ 22″ N, 10° 25′ 59″ O  | Hinterhaus                             | | 40272021 |      |
| Rundenienstraße 10 51° 54′ 23″ N, 10° 25′ 57″ O | Wohnhaus                               | | 36539651 |      |

## S
Wegen der großen Anzahl der Baudenkmale werden einzelne Straßen in Teillisten aufgeführt. Dabei handelt es sich um folgende Straßen:
- Schäferwall
- Schieferweg
- Schielenstraße
- Schilderstraße
- Schlüterstraße
- Schreiberstraße
- Schuhhof
- Schwiecheldtstraße
- Springerstraße

| Lage                                              | Bezeichnung                      | Beschreibung | ID       | Bild           |
| ------------------------------------------------- | -------------------------------- | --- | -------- | -------------- |
| Schulstraße 51° 54′ 21″ N, 10° 25′ 55″ O          | Straßenraum                      | | 36592811 |                |
| Schulstraße 51° 54′ 21″ N, 10° 25′ 54″ O          | Sandsteinmauer auf der Westseite | | 36596200 |                |
| Schulstraße 1 51° 54′ 20″ N, 10° 25′ 55″ O        | Wohnhaus                         | | 36541324 | BW             |
| Schulstraße 2 51° 54′ 20″ N, 10° 25′ 56″ O        | Wohnhaus                         | | 36541352 | BW             |
| Schulstraße 3 51° 54′ 20″ N, 10° 25′ 56″ O        | Wohnhaus                         | | 36541381 | BW             |
| Schulstraße 4 51° 54′ 20″ N, 10° 25′ 57″ O        | Wohnhaus                         | | 36541412 |                |
| Schulstraße 4 51° 54′ 20″ N, 10° 25′ 57″ O        | Nebengebäude                     | | 36572501 | BW             |
| Schulstraße 5 51° 54′ 19″ N, 10° 25′ 58″ O        | Wohnhaus                         | | 36541440 |                |
| Schulstraße 5 51° 54′ 19″ N, 10° 25′ 57″ O        | Rückgebäude                      | | 36579709 |                |
| Schulstraße 9 51° 54′ 22″ N, 10° 25′ 55″ O        | Wohnhaus                         | | 36541468 | BW             |
| Schulstraße 10 51° 54′ 22″ N, 10° 25′ 54″ O       | Wohnhaus                         | | 36541496 | BW             |
| Schützenallee 51° 54′ 21″ N, 10° 26′ 33″ O        | Mauer                            | | 36546823 | BW             |
| Schützenallee 10 51° 54′ 3″ N, 10° 26′ 56″ O      | Stollenmundloch                  | | 36546803 | BW             |
| Sieben Linden 7 51° 54′ 25″ N, 10° 26′ 22″ O      | Wohnhaus                         | | 36546874 | BW             |
| Siemensstraße 15 51° 54′ 9″ N, 10° 26′ 22″ O      | Wohnhaus                         | | 36624509 |                |
| Siemensstraße 16 51° 54′ 8″ N, 10° 26′ 21″ O      | Wohnhaus                         | | 36624536 |                |
| Siemensstraße 17 51° 54′ 8″ N, 10° 26′ 20″ O      | Wohnhaus                         | | 36624563 |                |
| Siemensstraße 18 51° 54′ 7″ N, 10° 26′ 20″ O      | Wohnhaus                         | | 36624590 |                |
| Sommerwohlenstraße 51° 54′ 28″ N, 10° 25′ 46″ O   | Straßenraum                      | | 36593640 |                |
| Sommerwohlenstraße 3 51° 54′ 27″ N, 10° 25′ 47″ O | Wohnhaus                         | Zweieinhalbgeschossiger Fachwerkbau mit Satteldach in Ziegeldeckung, frei stehend. Fassade fachwerksichtig mit Zierelementen, straßenseitig Erker im EG sowie Dachgiebel mit Fluggespärre. | 36598477 |                |
| Sommerwohlenstraße 3 51° 54′ 26″ N, 10° 25′ 46″ O | Gartenhaus                       | Eingeschossiges Gebäude mit Satteldach in Ziegeldeckung, frei stehend auf Gartengrundstück. | 40197236 |                |
| Sommerwohlenstraße 3 51° 54′ 27″ N, 10° 25′ 47″ O | Einfriedung                      | Mauer aus bruchsteinrauhem Quadermauerwerk, Toröffnung durch Pfeiler. | 36563875 |                |
| Sommerwohlenstraße 51° 54′ 27″ N, 10° 25′ 48″ O   | Torbogen                         | Ehemaliges Hauptportal der Schillerschule, 1983 nach Abbruch der Schule für Neubau C&A aufgestellt am Durchgang von der Sommerwohlenstraße zur Piepmäkerstraße. Sandsteinbogen in neogotischen Formen, mit innerem Kleeblattbogen. | 36595979 |                |
| Spitalstraße 51° 54′ 34″ N, 10° 25′ 49″ O         | Straßenraum                      | | 36593663 |                |
| Spitalstraße 3 51° 54′ 33″ N, 10° 25′ 51″ O       | Wohnhaus                         | | 36539708 |                |
| Spitalstraße 5 51° 54′ 33″ N, 10° 25′ 50″ O       | Wohn-/ Geschäftshaus             | Zweigeschossiges Gebäude mit Satteldach in Ziegeldeckung und breiter Schleppgaube, traufständig. Fassade verputzt, im EG Ladeneinbau mit Schaufensterverglasung. | 36539815 |                |
| Spitalstraße 5 51° 54′ 33″ N, 10° 25′ 49″ O       | Nebengebäude                     | Eingeschossiger Fachwerkbau mit Satteldach in Ziegeldeckung. Fassade fachwerksichtig. | 36586719 | BW             |
| Spitalstraße 6 51° 54′ 33″ N, 10° 25′ 50″ O       | Wohnhaus                         | Zweigeschossiger Fachwerkbau mit Satteldach in Ziegeldeckung, traufständig. Fassade fachwerksichtig, mit schmalen Zwischengefachen, Außengefach an der linken Fassadenseite mit K-Streben. | 36520826 |                |
| Spitalstraße 6 51° 54′ 33″ N, 10° 25′ 49″ O       | Nebengebäude                     | Eingeschossiger Fachwerkbau mit Pultdach in Ziegeldeckung. Fassade fachwerksichtig. | 36584246 | BW             |
| Spitalstraße 7 51° 54′ 33″ N, 10° 25′ 50″ O       | Wohnhaus                         | Zweigeschossiger Fachwerkbau mit Satteldach in Ziegeldeckung, traufständig. Fassade fachwerksichtig, mit schmalen Zwischengefachen, Außengefach an der rechten Fassadenseite mit K-Streben. | 36540651 |                |
| Spitalstraße 7 51° 54′ 33″ N, 10° 25′ 49″ O       | Nebengebäude                     | Eingeschossiger Fachwerkbau mit Pultdach in Ziegeldeckung. Fassade fachwerksichtig, Giebelseite mit Holz verschalt. | 36585938 | BW             |
| Steinberg 51° 54′ 23″ N, 10° 24′ 19″ O            | Kaiserturm (ehem.)               | | 36508338 |                |
| Steinbergstraße 51° 54′ 20″ N, 10° 25′ 8″ O       | Straßenraum                      | | 36592908 |                |
| Steinbergstraße 2 51° 54′ 20″ N, 10° 25′ 8″ O     | Wohnhaus                         | Zweigeschossiger Massivbau mit Satteldach in Ziegeldeckung, frei stehend. Mittelrisalit mit Zwerchhaus und Fluggespärre. Fassade mauerwerkssichtig, durch Gesimsbänder und Fensterfascien gegliedert. | 36608322 |                |
| Steinbergstraße 2 51° 54′ 20″ N, 10° 25′ 9″ O     | Vorgarten                        | Vorgartenbereich zur Steinbergstraße und der Wallgasse. | 36609504 |                |
| Steinbergstraße 3 51° 54′ 20″ N, 10° 25′ 7″ O     | Wohnhaus                         | Zweigeschossiger Massivbau mit Krüppelwalmdach in Ziegeldeckung, frei stehend. Fassade mauerwerkssichtig, mit Eckbossierungen, Gesimsbändern und Fensterfascien gegliedert, Eckturm an der Gebäudeecke mit polygonalem Turmhelm; zum Claustorwall Mittelrisalit mit Zwerchhaus, 2. OG mit Fachwerkfassade, Dachgiebel mit offenem Sprengwerk. | 36598537 |                |
| Steinbergstraße 3 51° 54′ 20″ N, 10° 25′ 7″ O     | Vorgarten                        | Vorgartenbereich zur Steinbergstraße und zum Claustorwall. | 36599215 | BW             |
| Steinbergstraße 4 51° 54′ 21″ N, 10° 25′ 7″ O     | Wohnhaus                         | Wohnhaus, erbaut 1895 nach Entwürfen von Adolf Schinkel. Zweigeschossiges Gebäude mit Walmdach in Ziegeldeckung, frei stehend. EG in Massivbauweise, mit Eckbossierungen und Fenstereinfassungen in Naturstein; OG in Fachwerkbauweise, fachwerksichtig, Brüstungsbereich umlaufend mit ornamentierten Brüstungsbohlen mit Motiven des Goslarer Renaissance-Fachwerkbaus; im Dachbereich zu beiden Straßenseiten Zwerchhäuser mit offenem Sprengwerk. Zum Claustorwall: polygonaler Erker im OG, darunter Nische mit Madonnenfigur. | 36598570 |                |
| Steinbergstraße 4 51° 54′ 21″ N, 10° 25′ 9″ O     | Nebengebäude                     | Eineinhalbgeschossiges Gebäude mit Satteldach in Ziegeldeckung und Zwerchhaus an der Westfassade, frei stehend. Fassaden mit Holz verschalt. Ehemals als Remise und Waschküche genutzt, Anbau von 1922 genutzt als Kleintierstall. | 36569857 | BW             |
| Steinbergstraße 4 51° 54′ 21″ N, 10° 25′ 7″ O     | Vorgarten                        | Vorgartenbereich zum Claustorwall, mit Einfriedung. | 36599269 |                |
| Stephanikirchhof 51° 54′ 27″ N, 10° 26′ 1″ O      | Straßenraum                      | | 36592932 |                |
| Stephanikirchhof 51° 54′ 28″ N, 10° 26′ 1″ O      | St. Stephan                      | | 36596008 | Weitere Bilder |
| Stephanikirchhof 51° 54′ 27″ N, 10° 26′ 0″ O      | St. Stephan (Kirchplatz)         | | 36596872 | BW             |
| Stephanikirchhof 1 51° 54′ 26″ N, 10° 26′ 1″ O    | Wohnhaus                         | | 36542296 |                |
| Stephanikirchhof 2 51° 54′ 26″ N, 10° 26′ 1″ O    | Wohnhaus                         | | 36542324 |                |
| Stephanikirchhof 3 51° 54′ 26″ N, 10° 26′ 2″ O    | Wohnhaus                         | | 36542349 |                |
| Stephanikirchhof 4 51° 54′ 27″ N, 10° 26′ 2″ O    | Wohnhaus                         | | 36542378 |                |
| Stephanikirchhof 5 51° 54′ 27″ N, 10° 26′ 3″ O    | Wohnhaus                         | | 36542406 |                |
| Stoben 51° 54′ 17″ N, 10° 25′ 38″ O               | Straßenraum                      | | 36592956 |                |
| Stoben 51° 54′ 16″ N, 10° 25′ 38″ O               | Trafohaus                        | Trafohaus, erbaut 1952 durch die Nordharzer Kraftwerke GmbH Goslar, Ausführung: Baumeister Emil Hahne. Eingeschossiger Massivbau mit Satteldach in Schieferdeckung, frei stehend. Fassade in Feldsteinmauerwerk, mit Segmentbogenöffnungen. | 39712476 |                |
| Stoben 51° 54′ 19″ N, 10° 25′ 38″ O               | Speicher                         | Dreigeschossiges Gebäude, traufständig, erbaut um 1525 südlich des Neubaus des Bürgerhauses „Brusttuch“ unter Einbeziehung der Fragmente einer Kemenate aus dem 13. Jh. EG in Massivbauweise, verputzt, in der Fassadenflucht des Bürgerhauses ein vermutlich in situ erhaltenes spätromanisches Biforium (Doppelfenster) mit Kleeblattbögen, Vierpass und Rankenkapitell mit Ringband. Angrenzend der aus der Bauflucht vorspringende Speicherbau, mit spitzbogiger Toröffnung an der Nordseite. Fachwerk über dem Fassadenteil der ehemaligen Kemenate 1875 mit OG in Fachwerkbauweise aufgestockt. Speicherbau mit zwei Oberstöcken in Fachwerkbauweise, jeweils weit auskrangend auf horizontal profilierten Knaggen, Brüstungsgefache mit regelmäßigen Fußstreben. Satteldach mit Schieferdeckung. | 36557447 |                |
| St.-Annenhöhe 51° 54′ 20″ N, 10° 26′ 6″ O         | Straßenraum                      | | 36592884 | BW             |
| St.-Annenhöhe 1 51° 54′ 20″ N, 10° 26′ 7″ O       | Wohnhaus                         | | 36542215 |                |
| St.-Annenhöhe 1 51° 54′ 21″ N, 10° 26′ 7″ O       | Nebengebäude                     | | 36577312 |                |
| St.-Annenhöhe 1a 51° 54′ 20″ N, 10° 26′ 6″ O      | Wohnhaus                         | | 36542243 |                |
| St.-Annenhöhe 1a 51° 54′ 20″ N, 10° 26′ 7″ O      | Stadtmauer                       | | 41215430 |                |
| St.-Annenhöhe 2 51° 54′ 20″ N, 10° 26′ 8″ O       | Wohnhaus                         | | 36542268 |                |
| St.-Annenhöhe 3 51° 54′ 20″ N, 10° 26′ 8″ O       | Wohnhaus                         | | 36542133 |                |
| St.-Annenhöhe 4 51° 54′ 19″ N, 10° 26′ 6″ O       | Wohnhaus                         | | 36598507 |                |
| St.-Annenhöhe 5 51° 54′ 20″ N, 10° 26′ 6″ O       | Wohnhaus                         | | 36542161 |                |
| St.-Annenhöhe 6 51° 54′ 20″ N, 10° 26′ 6″ O       | Wohnhaus                         | | 36542188 |                |

## T
| Lage                                            | Bezeichnung               | Beschreibung | ID       | Bild           |
| ----------------------------------------------- | ------------------------- | ------------ | -------- | -------------- |
| Tappenstraße 1b–h 51° 54′ 40″ N, 10° 25′ 28″ O  | Odeon-Theater             |              | 36547090 | Weitere Bilder |
| Tappenstraße 11 51° 54′ 46″ N, 10° 25′ 40″ O    | Haus Hühne                |              | 36546848 |                |
| Tappenstraße 11 51° 54′ 45″ N, 10° 25′ 40″ O    | Haus Hühne (Einfriedung)  |              | 36547765 |                |
| Tappenstraße 14 51° 54′ 46″ N, 10° 25′ 43″ O    | Verwaltungsgebäude        |              | 36546921 |                |
| Tappenstraße 14 51° 54′ 46″ N, 10° 25′ 42″ O    | Vorgarten                 |              | 36547689 |                |
| Thomasstraße 51° 54′ 9″ N, 10° 25′ 49″ O        | Straßenraum               |              | 36592980 |                |
| Thomasstraße 51° 54′ 9″ N, 10° 25′ 53″ O        | Wallanlage                | Am Kahnteich | 36566334 |                |
| Thomasstraße 51° 54′ 8″ N, 10° 25′ 56″ O        | Teiche                    | Kahnteich    | 36597472 |                |
| Thomasstraße 2 51° 54′ 10″ N, 10° 25′ 58″ O     | ‚Dicker Zwinger‘          |              | 36593004 | Weitere Bilder |
| Thomasstraße 5 51° 54′ 12″ N, 10° 25′ 56″ O     | Wohnhaus                  |              | 36598603 | Weitere Bilder |
| Thomasstraße 5 51° 54′ 11″ N, 10° 25′ 56″ O     | Vorgarten                 |              | 36598756 | Weitere Bilder |
| Thomasstraße 6 51° 54′ 11″ N, 10° 25′ 54″ O     | Wohnhaus                  |              | 36598634 | Weitere Bilder |
| Thomasstraße 6 51° 54′ 11″ N, 10° 25′ 55″ O     | Vorgarten                 |              | 36599163 | Weitere Bilder |
| Thomasstraße 7 51° 54′ 10″ N, 10° 25′ 52″ O     | Wohnhaus                  |              | 40197133 | Weitere Bilder |
| Thomasstraße 7 51° 54′ 10″ N, 10° 25′ 52″ O     | Garten                    |              | 36566874 |                |
| Thomasstraße 8 - 11 51° 54′ 9″ N, 10° 25′ 49″ O | Stadtmauer                |              | 36596094 | Weitere Bilder |
| Thomasstraße 11 51° 54′ 9″ N, 10° 25′ 47″ O     | Wohnhaus                  |              | 36542456 | Weitere Bilder |
| Trollmönch 51° 54′ 19″ N, 10° 26′ 0″ O          | Straßenraum               |              | 36593035 |                |
| Trollmönch 1a 51° 54′ 19″ N, 10° 25′ 59″ O      | Wohnhaus                  |              | 36542484 |                |
| Trollmönch 1a 51° 54′ 19″ N, 10° 25′ 58″ O      | Hinterhaus                |              | 36579684 |                |
| Trollmönch 1b 51° 54′ 19″ N, 10° 25′ 59″ O      | Wohnhaus                  |              | 36542512 |                |
| Trollmönch 2 51° 54′ 18″ N, 10° 26′ 0″ O        | Kapelle                   |              | 36596117 | Weitere Bilder |
| Trollmönch 2 51° 54′ 18″ N, 10° 25′ 59″ O       | Nebengebäude              |              | 36570830 |                |
| Trollmönch 4 51° 54′ 19″ N, 10° 26′ 0″ O        | Wohnhaus                  |              | 36542540 |                |
| Trollmönch 4 51° 54′ 19″ N, 10° 26′ 0″ O        | Gedenkstätte              |              | 40240415 |                |
| Trollmönch 5 51° 54′ 19″ N, 10° 26′ 0″ O        | Wohnhaus                  |              | 36542568 |                |
| Trollmönch 6 51° 54′ 19″ N, 10° 26′ 0″ O        | Wohnhaus                  |              | 36542596 |                |
| Trollmönch 6 51° 54′ 19″ N, 10° 26′ 0″ O        | Hinterhaus                |              | 36582374 | BW             |
| Trollmönch 7 51° 54′ 19″ N, 10° 25′ 59″ O       | Wohn-/ Wirtschaftsgebäude |              | 36607664 |                |

## U
| Lage                                              | Bezeichnung  | Beschreibung | ID       | Bild |
| ------------------------------------------------- | ------------ | ------------ | -------- | ---- |
| Untere Kirchstraße 51° 54′ 28″ N, 10° 26′ 2″ O    | Straßenraum  |              | 36593090 |      |
| Untere Kirchstraße 1 51° 54′ 27″ N, 10° 26′ 3″ O  | Wohnhaus     |              | 36542624 |      |
| Untere Kirchstraße 1 51° 54′ 26″ N, 10° 26′ 2″ O  | Nebengebäude |              | 36583856 | BW   |
| Untere Kirchstraße 3 51° 54′ 27″ N, 10° 26′ 3″ O  | Wohnhaus     |              | 36542655 |      |
| Untere Kirchstraße 4 51° 54′ 27″ N, 10° 26′ 3″ O  | Wohnhaus     |              | 36542697 |      |
| Untere Kirchstraße 5 51° 54′ 27″ N, 10° 26′ 3″ O  | Wohnhaus     |              | 36542725 |      |
| Untere Kirchstraße 6 51° 54′ 28″ N, 10° 26′ 3″ O  | Wohnhaus     |              | 36542763 |      |
| Untere Kirchstraße 6 51° 54′ 28″ N, 10° 26′ 4″ O  | Nebengebäude |              | 36570263 | BW   |
| Untere Kirchstraße 7 51° 54′ 29″ N, 10° 26′ 2″ O  | Wohnhaus     |              | 36542791 |      |
| Untere Mühlenstraße 51° 54′ 27″ N, 10° 26′ 7″ O   | Straßenraum  |              | 36593114 |      |
| Untere Mühlenstraße 2 51° 54′ 26″ N, 10° 26′ 7″ O | Wohnhaus     |              | 36542821 | BW   |
| Untere Mühlenstraße 2 51° 54′ 26″ N, 10° 26′ 7″ O | Wohnhaus     |              | 36581923 | BW   |
| Untere Mühlenstraße 3 51° 54′ 26″ N, 10° 26′ 8″ O | Wohnhaus     |              | 36542847 |      |
| Untere Mühlenstraße 4 51° 54′ 27″ N, 10° 26′ 8″ O | Wohnhaus     |              | 36542875 | BW   |
| Untere Mühlenstraße 5 51° 54′ 27″ N, 10° 26′ 8″ O | Wohnhaus     |              | 36542903 | BW   |
| Untere Mühlenstraße 6 51° 54′ 27″ N, 10° 26′ 7″ O | Wohnhaus     |              | 36542931 | BW   |
| Unterer Triftweg 4 51° 54′ 17″ N, 10° 24′ 58″ O   | Wohnhaus     |              | 41170681 |      |
| Unterer Triftweg 4 51° 54′ 18″ N, 10° 24′ 58″ O   | Garten       |              | 41170701 |      |

## V
Wegen der großen Anzahl der Baudenkmale werden einzelne Straßen in Teillisten aufgeführt. Dabei handelt es sich um folgende Straßen:
- Vititorwall
- Von-Garßen-Straße

| Lage                                         | Bezeichnung  | Beschreibung | ID       | Bild |
| -------------------------------------------- | ------------ | --- | -------- | ---- |
| Vogelsang 51° 54′ 34″ N, 10° 25′ 41″ O       | Straßenraum  | | 36593242 |      |
| Vogelsang 6 51° 54′ 33″ N, 10° 25′ 41″ O     | Wohnhaus     | Zweigeschossiger Fachwerkbau mit Satteldach in Ziegeldeckung, traufständig. Fassade fachwerksichtig, schmale Zwischengefache, Giebelseite mit Holz verschalt. | 36543040 |      |
| Vogelsang 6 51° 54′ 33″ N, 10° 25′ 40″ O     | Nebengebäude | Eingeschossiges Gebäude mit flach geneigtem Pultdach. Fassade mit Holz verschalt. | 36585096 |      |
| Vogelsang 7 51° 54′ 33″ N, 10° 25′ 41″ O     | Wohnhaus     | Zweigeschossiger Fachwerkbau mit Satteldach in Ziegeldeckung, traufständig. Fassade und Giebelseite mit Schiefer verkleidet. | 36543068 |      |
| Vogelsang 8 51° 54′ 31″ N, 10° 25′ 43″ O     | Wohnhaus     | Zweigeschossiger Fachwerkbau mit Satteldach in Ziegeldeckung, traufständig. Fassade fachwerksichtig, südlicher Gebäudeteil wohl um 1700 errichtet, mit gebuckelten Fußstreben; nördlicher Gebäudeteil wohl im 19. Jh. als Erweiterungsbau hinzugefügt, mit schmalen Zwischengefachen. | 36543096 |      |
| Vorwerkstraße 51° 54′ 34″ N, 10° 26′ 8″ O    | Straßenraum  | | 36593266 |      |
| Vorwerkstraße 2 51° 54′ 34″ N, 10° 26′ 8″ O  | Wohnhaus     | | 36543126 |      |
| Vorwerkstraße 3 51° 54′ 35″ N, 10° 26′ 8″ O  | Wohnhaus     | | 36543154 |      |
| Vorwerkstraße 4 51° 54′ 35″ N, 10° 26′ 8″ O  | Wohnhaus     | | 36543181 |      |
| Vorwerkstraße 4a 51° 54′ 36″ N, 10° 26′ 6″ O | Wohnhaus     | | 40013368 |      |
| Vorwerkstraße 5 51° 54′ 35″ N, 10° 26′ 7″ O  | Wohnhaus     | | 36543208 |      |
| Vorwerkstraße 5 51° 54′ 34″ N, 10° 26′ 7″ O  | Nebengebäude | | 36578969 |      |

## W
Wegen der großen Anzahl der Baudenkmale werden einzelne Straßen in Teillisten aufgeführt. Dabei handelt es sich um folgende Straßen:
- Wislicenusstraße
- Worthsatenwinkel

| Lage                                                | Bezeichnung                  | Beschreibung | ID       | Bild           |
| --------------------------------------------------- | ---------------------------- | --- | -------- | -------------- |
| Wallgasse 51° 54′ 14″ N, 10° 25′ 6″ O               | Stadtmauer                   | Fragment der historischen Stadtbefestigung (innerer Mauerring) nördlich des ehemaligen Frankenberger Klosters, erbaut vermutlich ab etwa 1200, umgebaut und erweitert ab etwa 1500; ehemalige Wallgasse vor der Stadtmauer als Fußweg erhalten. Erbaut aus Bruchsteinmauerwerk, Länge: ca. 180 m. Durchfahrt mit seitlicher spitzbogiger Pforten-Öffnung im Bereich des Konventsgebäudes des Frankenberger Klosters. | 36596255 |                |
| Wallgasse 51° 54′ 13″ N, 10° 25′ 4″ O               | Straßenraum                  | | 36593686 |                |
| Wallgasse 1 51° 54′ 18″ N, 10° 25′ 9″ O             | Wohnhaus                     | Zweigeschossiger Massivbau mit Walmdach, frei stehend auf einem Gartengrundstück im Verlauf der ehemaligen Wallanlagen. Fassade verputzt. | 36562889 | BW             |
| Wallstraße 51° 54′ 9″ N, 10° 25′ 45″ O              | Straßenraum                  | | 36593709 | Weitere Bilder |
| Wallstraße 51° 54′ 5″ N, 10° 25′ 37″ O              | Sportplatz                   | | 44049562 |                |
| Wallstraße 51° 54′ 8″ N, 10° 25′ 44″ O              | Stadtmauer                   | | 41214229 |                |
| Wallstraße 51° 54′ 8″ N, 10° 25′ 49″ O              | Kriegerdenkmal               | | 36596149 |                |
| Wallstraße 51° 54′ 7″ N, 10° 25′ 52″ O              | Kriegerdenkmal 1870/71       | Denkmal im Grünbereich zwischen Thomasstraße und Zwingerwall | 36566577 | Weitere Bilder |
| Wallstraße 1 51° 54′ 8″ N, 10° 25′ 46″ O            | Hotel ‚Hubertushof‘          | | 36566492 | Weitere Bilder |
| Wallstraße 1 51° 54′ 8″ N, 10° 25′ 45″ O            | Anbau                        | | 36582225 | Weitere Bilder |
| Wallstraße 1b 51° 54′ 6″ N, 10° 25′ 44″ O           | Wohnhaus                     | abgerissen | 36529204 | BW             |
| Wallstraße 1b 51° 54′ 6″ N, 10° 25′ 39″ O           | ehem. Kaserne                | | 36595602 |                |
| Wallstraße 6 51° 54′ 4″ N, 10° 25′ 55″ O            | ehem. Garnisonslazarett      | | 36625084 | Weitere Bilder |
| Wallstraße 6a 51° 54′ 3″ N, 10° 25′ 57″ O           | Wasch-/ Desinfektionsgebäude | | 36625116 | Weitere Bilder |
| Wallstraße 7 51° 54′ 2″ N, 10° 26′ 0″ O             | ehem. Familienhaus           | | 36623004 | Weitere Bilder |
| Wallstraße 51° 54′ 2″ N, 10° 26′ 1″ O               | Einfriedung (Kaserne)        | | 36625195 | Weitere Bilder |
| Wallstraße 12 51° 54′ 4″ N, 10° 26′ 0″ O            | Wohnhaus                     | | 36625142 | Weitere Bilder |
| Wallstraße 23 51° 54′ 10″ N, 10° 25′ 45″ O          | Wohnhaus                     | | 36543236 | Weitere Bilder |
| Wallstraße 23 51° 54′ 10″ N, 10° 25′ 45″ O          | Zwischenbau                  | | 40199281 |                |
| Wallstraße 23 51° 54′ 10″ N, 10° 25′ 46″ O          | Anbau                        | | 40199298 |                |
| Wallstraße 24 51° 54′ 10″ N, 10° 25′ 45″ O          | Wohnhaus                     | | 36543259 | Weitere Bilder |
| Wallstraße 26 51° 54′ 11″ N, 10° 25′ 45″ O          | Wohnhaus                     | | 36543287 | Weitere Bilder |
| Werenbergstraße 51° 54′ 5″ N, 10° 25′ 45″ O         | Stadtmauer                   | | 41207932 |                |
| Werenbergstraße 3 51° 54′ 5″ N, 10° 25′ 47″ O       | Wohnhaus                     | | 36612726 |                |
| Werenbergstraße 3 51° 54′ 5″ N, 10° 25′ 47″ O       | Einfriedung                  | | 36613112 |                |
| Werenbergstraße 5 51° 54′ 4″ N, 10° 25′ 46″ O       | Villa                        | | 36612518 |                |
| Wohldenbergerstraße 51° 54′ 31″ N, 10° 25′ 44″ O    | Straßenraum                  | | 36593290 |                |
| Wohldenbergerstraße 12 51° 54′ 32″ N, 10° 25′ 47″ O | Wohnhaus                     | Zweigeschossiger Fachwerkbau mit Satteldach in Ziegeldeckung, traufständig. Fassade mit Schiefer verkleidet. | 36543345 |                |
| Wohldenbergerstraße 14 51° 54′ 31″ N, 10° 25′ 46″ O | Wohnhaus                     | Zweigeschossiger Fachwerkbau mit Satteldach in Ziegeldeckung, Zwerchhaus an der rechten Fassadenseite; traufständig mit seitlichem Bauwich. Fassade fachwerksichtig, schmale Zwischengefache mit Brust- und Kämpferriegel; Westgiebel mit Eternitplatten verkleidet, Ostgiebel mit Schiefer verkleidet. | 36543373 |                |
| Wohldenbergerstraße 17 51° 54′ 31″ N, 10° 25′ 45″ O | Wohnhaus                     | Zweigeschossiger Fachwerkbau mit Satteldach in Ziegeldeckung, mittiges Zwerchhaus; traufständig. Fassade fachwerksichtig, Giebelseite mit Schiefer verkleidet. | 36543401 |                |
| Wohldenbergerstraße 19 51° 54′ 30″ N, 10° 25′ 43″ O | Wohn-/ Geschäftshaus         | Zweigeschossiger Fachwerkbau mit Krüppelwalmdach in Ziegeldeckung, Eckhaus; traufständig zur Wohldenbergerstraße. Fassade fachwerksichtig, EG mit Schaufensterverglasung. | 36543430 |                |
| Wohldenbergerstraße 21 51° 54′ 30″ N, 10° 25′ 42″ O | Wohn-/ Geschäftshaus         | Zweigeschossiger Fachwerkbau mit Satteldach in Ziegeldeckung, traufständig. Fassade fachwerksichtig, Brüstungsgefache im OG mit gebuckelten Fußstreben; Wohnteil im EG über Hochkeller. | 36543458 |                |
| Wohldenbergerstraße 24 51° 54′ 30″ N, 10° 25′ 41″ O | Wohn-/ Geschäftshaus         | Zweigeschossiger Fachwerkbau mit Satteldach in Ziegeldeckung, traufständi, Fassade fachwerksichtig, EG seit 1952 mit Ladeneinbau und Schaufensterverglasung, OG mit schmalen Zwischengefachen. | 36543487 |                |
| Wohldenbergerstraße 25 51° 54′ 30″ N, 10° 25′ 40″ O | Wohn-/ Geschäftshaus         | Zweigeschossiger Fachwerkbau mit Satteldach in Ziegeldeckung, mittiges Zwerchhaus; traufständig. EG mit Ladeneinbau und Schaufensterverglasung, OG und Zwerchhaus mit Schiefer verkleidet. | 36607690 |                |
| Worthstraße 51° 54′ 19″ N, 10° 25′ 47″ O            | Straßenraum                  | | 36593732 | Weitere Bilder |
| Worthstraße 2 51° 54′ 19″ N, 10° 25′ 46″ O          | Gasthof Röm. Kaiser          | | 36567208 | Weitere Bilder |
| Worthstraße 3 51° 54′ 18″ N, 10° 25′ 47″ O          | kath. Grundschule            | | 36543916 | Weitere Bilder |
| Worthstraße 4 51° 54′ 17″ N, 10° 25′ 47″ O          | Worthmühle                   | | 36543945 | Weitere Bilder |
| Worthstraße 4 51° 54′ 17″ N, 10° 25′ 47″ O          | Anbau                        | | 36557547 | Weitere Bilder |
| Worthstraße 5 51° 54′ 17″ N, 10° 25′ 48″ O          | Wohnhaus                     | | 36543971 | Weitere Bilder |
| Worthstraße 5 51° 54′ 17″ N, 10° 25′ 48″ O          | Anbau                        | | 40323871 | Weitere Bilder |
| Worthstraße 7 51° 54′ 18″ N, 10° 25′ 47″ O          | Wohnhaus                     | | 36544003 | Weitere Bilder |
| Worthstraße 9 51° 54′ 19″ N, 10° 25′ 47″ O          | Wohn-/ Wirtschaftsgebäude    | | 36607721 | Weitere Bilder |
| Worthstraße 9 51° 54′ 19″ N, 10° 25′ 47″ O          | Anbau                        | rechter Anbau am Hauptgebüde, Zugang Worthstraße | 40314655 | Weitere Bilder |
| Worthstraße 9 51° 54′ 19″ N, 10° 25′ 47″ O          | Anbau                        | | 36556307 | Weitere Bilder |
| Worthstraße 9 51° 54′ 20″ N, 10° 25′ 47″ O          | Anbau                        | linker Anbau am Hauptgebäude, Zugang Worthstraße | 40314632 | Weitere Bilder |
| Worthstraße 10 51° 54′ 20″ N, 10° 25′ 46″ O         | Wohn-/ Wirtschaftsgebäude    | | 36607752 | Weitere Bilder |
| Worthstraße 10 51° 54′ 20″ N, 10° 25′ 47″ O         | Nebengebäude                 | | 40545140 | Weitere Bilder |
| Worthstraße 11 51° 54′ 20″ N, 10° 25′ 46″ O         | Wohnhaus                     | | 36544062 | Weitere Bilder |

## Z
Wegen der großen Anzahl der Baudenkmale werden einzelne Straßen in Teillisten aufgeführt. Dabei handelt es sich um folgende Straßen:
- Ziegenstraße
- Zehntstraße

| Lage                                          | Bezeichnung                   | Beschreibung  | ID       | Bild           |
| --------------------------------------------- | ----------------------------- | ------------- | -------- | -------------- |
| Zeppelinstraße 7 51° 54′ 17″ N, 10° 24′ 46″ O | Ländliche Heimvolkshochschule |               | 36546013 | BW             |
| Zwingerwall 51° 54′ 7″ N, 10° 25′ 57″ O       | Stadtmauer                    | Am Kahnteich  | 41215080 |                |
| Zwingerwall 51° 54′ 15″ N, 10° 26′ 5″ O       | Stadtmauer                    | Am Judenteich | 41215311 |                |
| Zwingerwall 1 51° 54′ 6″ N, 10° 25′ 52″ O     | Wohnhaus                      |               | 36597625 | Weitere Bilder |
| Zwingerwall 1 51° 54′ 6″ N, 10° 25′ 51″ O     | Gartenpavillon                |               | 36565883 | Weitere Bilder |
| Zwingerwall 1 51° 54′ 6″ N, 10° 25′ 51″ O     | Vorgarten                     |               | 40506732 | Weitere Bilder |
| Zwingerwall 2 51° 54′ 6″ N, 10° 25′ 53″ O     | Wohnhaus                      |               | 36514027 | Weitere Bilder |
| Zwingerwall 2 51° 54′ 7″ N, 10° 25′ 53″ O     | Vorgarten                     |               | 40507039 |                |
| Zwingerwall 3 51° 54′ 6″ N, 10° 25′ 54″ O     | Wohnhaus                      |               | 36514056 | Weitere Bilder |
| Zwingerwall 3 51° 54′ 6″ N, 10° 25′ 55″ O     | Anbau                         |               | 40164411 | Weitere Bilder |
| Zwingerwall 3 51° 54′ 7″ N, 10° 25′ 54″ O     | Vorgarten                     |               | 40507100 | Weitere Bilder |
| Zwingerwall 4 51° 54′ 7″ N, 10° 25′ 55″ O     | Wohnhaus                      |               | 36597657 | Weitere Bilder |
| Zwingerwall 4 51° 54′ 7″ N, 10° 25′ 56″ O     | Anbau                         |               | 40164448 | Weitere Bilder |
| Zwingerwall 4 51° 54′ 6″ N, 10° 25′ 55″ O     | Nebengebäude                  |               | 40164430 | Weitere Bilder |
| Zwingerwall 4 51° 54′ 7″ N, 10° 25′ 55″ O     | Vorgarten                     |               | 36566847 | Weitere Bilder |
| Zwingerwall 5 51° 54′ 7″ N, 10° 25′ 56″ O     | Wohnhaus                      |               | 36597690 | Weitere Bilder |
| Zwingerwall 5 51° 54′ 7″ N, 10° 25′ 57″ O     | Stall                         |               | 36591201 | Weitere Bilder |
| Zwingerwall 5 51° 54′ 7″ N, 10° 25′ 56″ O     | Vorgarten                     |               | 40507452 | Weitere Bilder |
| Zwingerwall 6 51° 54′ 7″ N, 10° 25′ 57″ O     | Wohnhaus                      |               | 36597721 | Weitere Bilder |
| Zwingerwall 6 51° 54′ 7″ N, 10° 25′ 58″ O     | Vorgarten                     |               | 40507535 | Weitere Bilder |
| Zwingerwall 7 51° 54′ 8″ N, 10° 25′ 59″ O     | Wohnhaus                      |               | 36597752 | Weitere Bilder |
| Zwingerwall 7 51° 54′ 7″ N, 10° 25′ 59″ O     | Garage                        |               | 40164467 |                |
| Zwingerwall 7 51° 54′ 8″ N, 10° 25′ 59″ O     | Vorgarten                     |               | 40507614 | Weitere Bilder |
| Zwingerwall 8 51° 54′ 9″ N, 10° 26′ 1″ O      | Wohnhaus                      |               | 36597781 | Weitere Bilder |
| Zwingerwall 8 51° 54′ 9″ N, 10° 26′ 1″ O      | Wohnhaus (Anbau)              |               | 40164485 | Weitere Bilder |
| Zwingerwall 8 51° 54′ 9″ N, 10° 26′ 0″ O      | Grünbereich                   |               | 40507734 |                |